# アンドレイ・チカチーロ
アンドレイ・チカチーロ（ウクライナ語: Андрі́й Рома́нович Чикати́лоアンドリーイ・ロマーノウィチ・チカティーロ, 〈ロシア語: Андре́й Рома́нович Чикати́лоアンドレーイ・ロマーノヴィチ・チカチーロ〉、1936年10月16日 - 1994年2月14日）は、ソ連邦ウクライナ共和国生まれの連続殺人犯。彼は犠牲者を人里離れた場所に誘い込み、彼らを暴行し、その身体に激しい損傷を加えて惨殺した。犠牲者は主に子供と女性であり、その身体を連続で刺し、切り刻み、切断し、腸を摘出し、両眼を刳り抜き、身体の一部を喰らった。犯行期間は1978年から1990年にかけて続いた。1990年11月20日に逮捕され、1992年4月に裁判が始まり、1992年10月に死刑を宣告された。
1994年2月14日、銃殺刑に処せられた。

## 生い立ち
1936年10月16日、ソ連邦ウクライナ共和国ハルキウにあるオフテルカ管区ヤブルチュネ村（ウクライナの北東部）にて、父・ロマンと母・アンナの間に生まれた。アンドリイが生まれたころのウクライナでは、ヨシフ・スターリン(Иосиф Сталин)が実施した集団農場政策に伴い、農作物の強制的な収奪が行われ、ホロドモール(Голодомор)と呼ばれる大規模な飢餓がウクライナ全土を襲っていた。アンドリイの両親はいずれも農民であり、一部屋だけの小屋で暮らしていた。仕事に対する報酬は給料を受け取ることではなく、一家が住む小屋の裏で土地を耕す権利を与えられたという。一家には十分な量の食料が無く、アンドリイによれば、12歳になるまでパンを食べたことが無く、「飢えをしのぐために草や葉っぱを食べざるを得なかった」と語っている。アンドリイは幼いころに、自分が生まれる前にステパンという兄がいたが、「飢えに耐えられなかった隣人に誘拐されて食べられてしまった」という話を母親から聞かされていた。しかし、「これが実際にあった話なのかどうか」「ステパンは本当に実在の人物か？」という立証がなされたことは無い。「ステパンは飢えた隣人に食べられてしまった」とする話について、ミハイル・クリヴィッチとオルゲルト・オルギンは、「食べられてしまった、とされるステパンの話を聞いた捜査官やジャーナリストたちがその痕跡を辿ったが、何も発見できなかった。現存する新聞にも、村人たちの記憶にも残っていない。ステパンのことを覚えている者は一人もいなかったのだ。その場にいたのか、たとえそうだったとしても、おぼつかない状況で姿を消したのが本当なのかどうか、立証するのは恐らく不可能だろう」と書いた。アメリカ合衆国の司法心理学者、キャスリン・ラムスランドは、「ステパンの存在については、記録による裏付けが取れなかった」と書いた。
ソ連が第二次世界大戦に参戦すると、アンドリイの父・ロマンはソ連軍に召集された。ロマンは戦場で負傷し、捕虜となった。1941年から1944年にかけて、ドイツ国防軍がウクライナを占領した際、幼いアンドリイは母とともに地下や溝の中に隠れ、その過程で爆撃、火災、銃撃戦を目撃した。アンドリイはこの時の体験を「惨禍」と呼んだ。ソ連がドイツとの戦争に突入すると、ウクライナはドイツ軍による継続的な爆撃の対象となった。あるとき、アンドリイと母は、自分たちの小屋が燃え上がり、全焼したのを目撃した。父親は戦地に赴いており、アンドリイは一台のベッドを母親と共有して寝ていた。アンドリイは慢性的な夜尿症に悩まされており、失禁するたびに母は息子をひどく叱り、ひっぱたいたという。1943年、母は娘を出産し、「タティアーナ」と名付けた。父・ロマンは1941年の時点で徴兵されていた。当時、ドイツ軍の兵士によるウクライナ人女性に対する強姦が横行しており、母が妊娠したのはその結果である、と推測されている。アンドリイ一家は一部屋しかない小屋で暮らしており、母に対する強姦はアンドリイの目の前で行われた可能性がある。
アンドリイは自身の幼少期について、「貧困、自分に対する愚弄、飢餓、戦争」で彩られ、「台無しにされた」と思い起している。
1944年9月、アンドリイは学校に通い始めた。恥ずかしがり屋で勉学に熱心に打ち込んでいたアンドリイは、虚弱な体格で、手織りの衣服を着て学校に通っていた。1946年から続いたソ連全土を襲った飢餓と、それによる飢えが原因で、アンドリイの胃は膨れ上がっていた。酷い空腹状態はアンドリイを自宅でも学校でも何度も失神に追い込み、その背丈と気弱な気質により、アンドリイは絶えず嘲笑され、いじめの標的にされた。自宅では、アンドリイとタティアーナは母親からいつも叱られていた。のちにタティアーナは「両親は困窮に耐えてきたが、父親は親切であったのに対し、母親は冷酷で容赦の無い人だった」と回想している。近視であり、教室の黒板の文字が読めないことが多かったアンドリイは、その埋め合わせのため、自宅でも勉強していた。自信が持てるようにするため、読書や資料の暗記作業に集中するようになった。担任の教師はアンドリイについて「優秀な生徒であり、普段からよく褒めていた」という。10代の頃のアンドリイは、模範的な学生であると同時に、共産主義に傾倒していた。14歳のとき、学校新聞の編集員に、その2年後には児童・共産党委員会の委員長を拝命した。共産文学の熱心な読者でもあったアンドリイは、街頭での行進をまとめ上げる仕事も任された。アンドリイ自身は、「頭痛と哀れな記憶力ゆえに、勉学は困難だった」と語っているが、アンドリイは集団農場の家庭の出身で最終学年の修了に漕ぎ着けた唯一の学生であり、1954年には優秀な成績を収めて学校を卒業した。
思春期を迎えた頃、アンドリイは自分が勃起不全であることに気が付き、自身の社会的なぎこちなさや自己嫌悪がますます悪化していった。女性を前にするとアンドリイははにかんだ。17歳のとき、学校新聞の編集で知り合ったリーリャ・バレイシェヴァという女の子に初めて恋心を抱いたが、彼女と一緒にいると慢性的な緊張状態に晒され、二人で一緒に会う約束を申し込むことは結局できなかった。この年、アンドリイは、妹・タティアーナの11歳の女友達に突然襲い掛かり、彼女を地面に組み伏せた。彼女がアンドリイの腕の中でもがいている最中に、アンドリイは射精した。
学校卒業後、アンドリイはモスクワ大学を受験し、奨学金に応募した。試験自体は高得点であったが、入学には不十分な成績とみなされた。奨学金の申請が却下された理由について、アンドリイは「父が1943年に捕虜となり、『祖国に対する裏切り者』との烙印を押されたからだ」と考えたが、実際のところは、競争の激しい試験において、他の受験者が優秀な成績を収めたからである。アンドリイは別の大学を目指そうとはせず、クルスクを訪れ、ここで労働者として3か月間働いたのち、通信技術士になることを目指して1955年に専門学校に入学することにした。アンドリイは、クルスクに住んでいた2歳年下の女の子と知り合い、真剣に交際していた。二人で性行為に及ぼうとするも、失敗に終わる。性交は3回試みたが、いずれも勃起状態を維持できなかった。1年半後、二人の関係は破局を迎えた。

## 兵役
2年間の職業訓練を終えてまもなく、チカチーロはスヴェルドロフスク州にある工業都市、ニージュニイ・タギールに移住し、長期建設事業に携わった。この間に、モスクワ電気技術通信研究機関にて、工学の通信教育課程を受講した。チカチーロは、1957年にソ連軍に召集されるまでウラル連邦管区で働いた。1957年から1960年にかけて、チカチーロは兵役義務に従事した。最初は中央アジアにおける国境警備隊の任務に就き、次に東ベルリンにおけるソ連国家保安委員会通信部隊に着任した。チカチーロの任務記録には疵瑕は見られず、1960年に兵役を終える少し前にソ連共産党への入党を果たした。兵役を終えたチカチーロは、故郷のヤブルチュネ村に帰還し、両親と一緒に暮らし、集団農場で両親とともに短期間働いた。その後まもなく、チカチーロは、離婚した若い女性と知り合った。彼ら二人は3か月間交際していたが、二人が性行為に及ぼうとした際にチカチーロが勃起しなかったことで、二人の関係は終わりを告げた。彼女は自身の友人に対し、「チカチーロが勃起不全を克服できるにはどうすればいいのか」について、深く考えずに相談したという。それにより、チカチーロの同輩たちは、彼が勃起不全であることを知った。チカチーロは1993年に面談を受けた際に、この出来事について以下のように語った。
「女の子たちは、私のいないところで、『彼って、勃たないのよ』と言いふらしていたんです。私は首を吊りたくなるぐらい恥ずかしかったが、母と近所の若い隣人が、私の自殺を喰い止めたのです。それで…そんな恥晒しの男を欲しがる人なんてどこにもいないだろう、と思い、私は故郷から逐電せざるを得なかったのです」

## ロシアでの生活
数か月後、チカチーロはロストフにある農村集落、ロジオノヴォ・ニスベタイスカヤにある電話交換所にて、通信技術士の職を得た。チカチーロは1961年に移住し、職場の近くにある小さな集合住宅に住み始めた。この年、妹のタティアーナが学校教育を終え、兄の元へ向かい、同居するようになった。その後まもなく、チカチーロの両親もロストフ管区に移住した。タティアーナは兄と半年間暮らしたのち、地元の若い男性と結婚した。兄の生活様式について、タティアーナは、兄が女性に対してあまりに内気である点を除けば何の問題も無く、「兄が女性と出会い、家庭を持てるよう手助けしよう」と心に決めたという。

## 結婚
妹・タティアーナは兄に対し、フェオドスィア・オドナチェヴァという女性を紹介した。二人は1963年に結婚した。チカチーロ本人によれば、フェオドスィアに惹かれてはいたが、これはお膳立てされた見合い結婚であり、出会って二週間で二人は結婚に至り、その過程で重要な役割を果たしたのはタティアーナ夫婦であったという。のちにチカチーロは、夫婦における官能的な性行為はほとんど無く、妻・フェオドスィアは、夫が勃起状態を維持できないことを知ると、膣外射精させ、その精液を、夫の指でもって自分の膣の中に押し込むことで妊娠できるようにすることを承諾した、と語っている。
夫婦の間には、1965年に娘のリュドミーラが、1969年には息子のユーリーが生まれた。

## 教職
1964年、チカチーロはロストフ大学（現在の南部連邦大学）の通信教育課程に入学し、ロシア文学と文献学を学び、1970年にこれらの学位を取得した。学位を取得する少し前、チカチーロは地域競技活動を運営する仕事に就いていた。これを一年間続けたのち、ノヴォシャフチンスクでロシア語とロシア文学を担当する教員として働くことになった。しかしながら、チカチーロは教師としては不適格であった。担当科目においては博識なチカチーロではあったが、自分の学級においては、生徒たちに規律を守らせることはできなかった。チカチーロによれば、生徒たちからは彼の控えめな性分に付け込む形でたびたび笑いものにされた、という。

### 性的暴行
1973年5月、チカチーロはノヴォシャフチンスクの郊外にある森の中にある池に生徒たちを連れていき、一緒に泳いだ。このとき、彼は15歳の女子生徒の元へ泳いでいき、彼女の胸と性器をまさぐった。女の子が身体を掴まれ、抵抗している最中に、チカチーロは射精した。チカチーロの性的暴行の事例としてはこれが最初の件と見られている。この数か月後、チカチーロは別の女子生徒を自分の学級の教室内に閉じ込めたのち、性的に乱暴し、ひっぱたいた。1993年に受けた面談の中で、この二度目の性的虐待を起こす直前の状況について、チカチーロは以下のように語っている。
「彼女は上級学年の女の子で、名前は確か、『ウルツェヴァ』といいました。彼女は身体が発育していました。乳房はもちろん、全てが…。何かが私の頭の中を掻き乱したのです。青春時代、幼年時代を通じて、感じたことが無かった心の動きでした。そんな彼女は足を開いて座っていました。それで、私は彼女の脚、お尻、胸を叩きました。あの子を教室内に閉じ込めたのは、そのあとのことです」
チカチーロは、いずれの事件についても懲戒処分を受けず、同僚の教員が、チカチーロが自分の生徒の目の前で自慰行為を見せ付けている様子を目撃したこともあったが、何のお咎めも無かった。学校でのチカチーロの職務の一つに、夕方、生徒が寄宿舎にいるかどうかを確認する作業があったが、チカチーロは女子生徒が服を脱いでいる姿を見ようとして女子寮に入ったことが何度かあったという。本人の自白によれば、1970年代半ば、子供の裸が見たいとの欲望に駆り立てられ、公衆便所の周辺をうろつき、中に入っていく少女をしばしば覗き見していたという。彼はまた、女児たちへの接触を図るにあたり、彼女らにガムを与えることで自分を信用させた。このやり方で、少なくとも3人の少女に対して性的な悪戯に及んだ。
生徒たちからの苦情に対応する形で、校長はチカチーロを正式な会議の場に召喚し、チカチーロに対して、自主的に辞職するか、解雇されるか、のいずれかを選ぶよう通告した。チカチーロは目立たない形で職場を去り、1974年1月、ノヴォシャフチンスク内にある別の学校で、教員として再就職できた。しかしながら、1978年9月、人員削減のあおりを受けて職を失った。その後、ロストフ北部、約76㎞離れたところにある石炭採鉱の町、シャフティにある第33番専門学校で教職に就いた。しかし、男女関係無く児童に対する性的な悪戯の苦情を受けたことにより、チカチーロの教員として経歴は、1981年3月をもって終わりを告げた。同月、チカチーロは、ロストフに拠点を置く建設資材を生産する工場にて、調達係として働き始めた。この仕事は、製造割当を遂行するにあたって必要な原材料の物資を買い付けたり、供給契約の取り決めのため、チカチーロがソ連の至るところを広範囲にわたって移動する必要があった。

## 殺人

### イェレーナ・ザコトノヴァの殺害

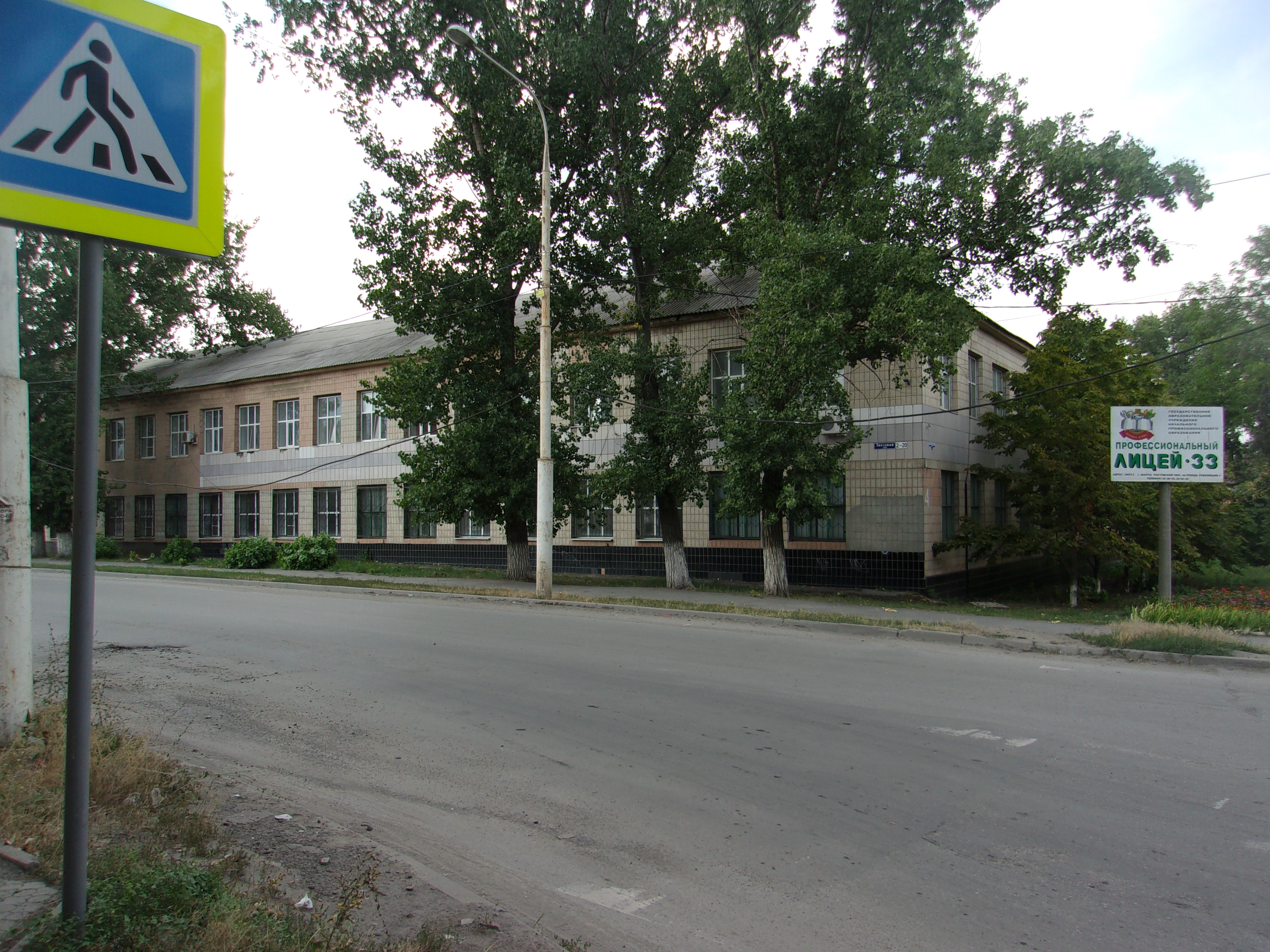
ロストフ州シャフティにある第33専門学校。この専門学校で働いていた頃、チカチーロは最初の殺人事件を起こした。

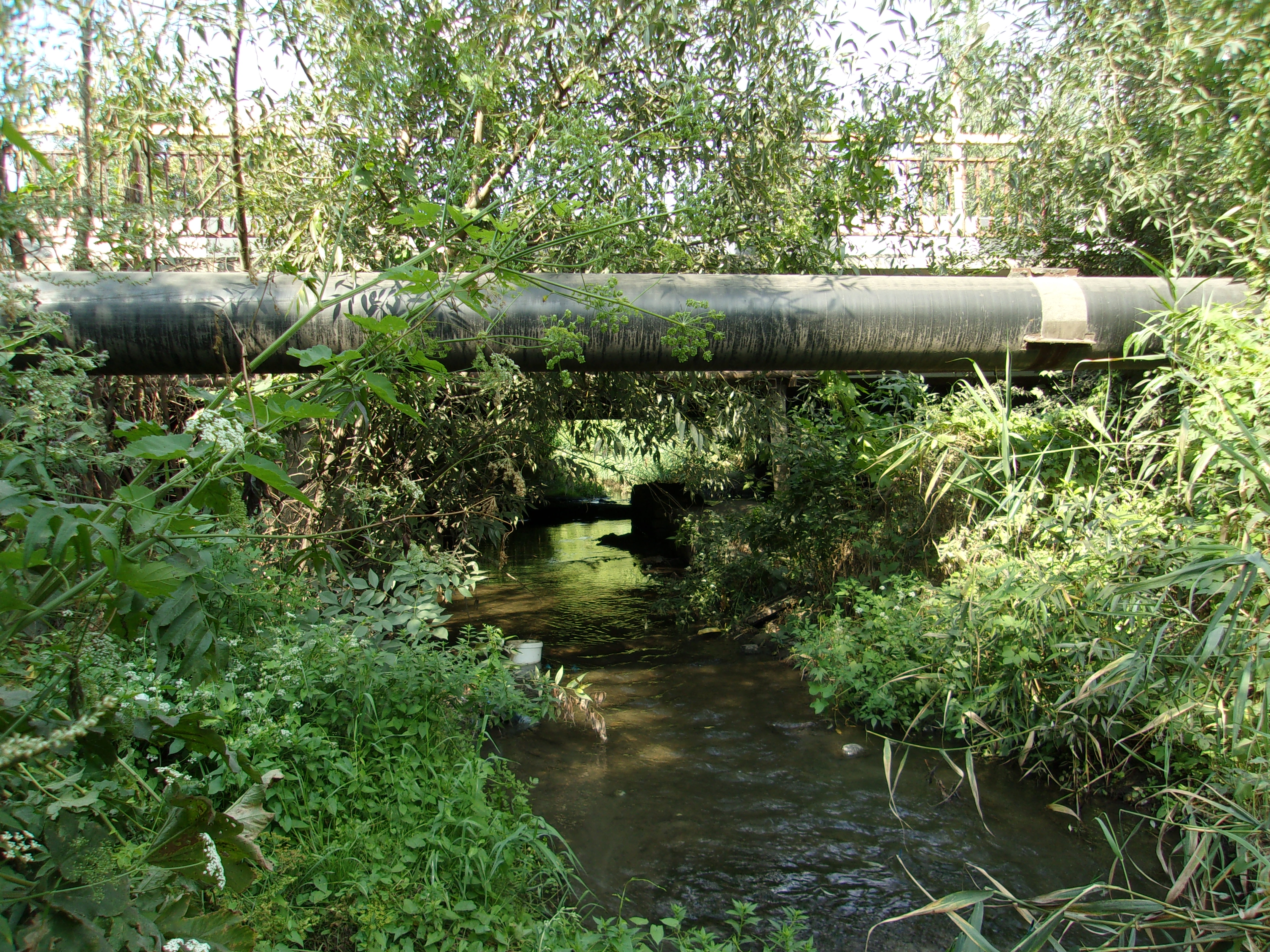
グルーシェフカ川に架かる橋。1978年12月24日、イェレーナ・ザコトノヴァの遺体はこの川で発見された。

1978年12月22日、第11小学校の2年生で9歳の少女、イェレーナ・ザコトノヴァ(Елена Закотнова)の両親が、娘がいつまで経っても帰宅しないのを受けて、警察に相談した。彼女はシャフティのアクチャブルスキー管区パルコヴァ通りの66番地にて、両親と一緒に暮らしていた。12月22日に学校に向かったイェレーナは、二度と戻ってこなかった。12月24日、グルーシェフカ川に架かる橋の近くで、イェレーナの遺体が発見された。検視結果によれば、彼女の胃には複数の刺し傷があり、膣と直腸は酷く損傷し、精液も付着していた。彼女の両目は、彼女自身のスカーフで目隠しをするかのように覆われていた。イェレーナの直接の死因は、手で喉を圧迫したことによる窒息死であった。死体が発見されたことで、警察による捜査が開始された。チカチーロとイェレーナの姿を見た目撃者の証言によれば、12月22日の夜、「小屋」に灯りが点灯した、との目撃情報が提供され、チカチーロは容疑者の一人となった。イェレーナの遺体が発見された数時間後、アレクサンドル・ペトローヴィチ・クラーフチェンコ(Александр Петрович Кравченко ,1953 - 1983)という名の男性が拘留された。1970年7月13日、クラーフチェンコは酒に酔った状態でガリーナ・ツプリャクという10歳の少女を強姦したのち、首を絞めて殺し、その眼を抉り、死体を庭に埋めた。クラーフチェンコはヘルソン地方裁判所で懲役10年の刑を言い渡されたが、この刑は執行されなかった。クラーフチェンコがイェレーナ・ザコトノヴァの殺害容疑で拘留されると、チカチーロの存在は警察から忘却された。クラーフチェンコの妻は捜査官から尋問を受け、12月22日のアリバイについての証拠を提供し、クラーフチェンコは12月27日に釈放された。1979年1月23日、クラーフチェンコは隣人の家から物を盗み、その翌朝に警察が屋根裏部屋で盗品を発見したことで、クラーフチェンコは再び逮捕された。取り調べで、クラーフチェンコはイェレーナ・ザコトノヴァの殺害を自白するよう強要された。彼の妻は、夫が殺人容疑で拘留されていることを知った。彼の妻は取調官から「イェレーナの殺害に加担した」との脅迫を受けた。クラーフチェンコの妻は「12月22日の夫の現場不在証明は虚偽である」とする自白内容に署名した。1979年2月16日、クラーフチェンコはイェレーナ・ザコトノヴァを殺した趣旨を自白した。彼は裁判にかけられ、懲役15年の刑を言い渡されたが、イェレーナの祖母が、事件の再捜査および孫娘を殺した犯人に対する更なる厳罰を要求した。1979年3月1日 、クラーフチェンコは「自白を強要された」と主張し、自白を撤回したが、1か月後に再び殺人を自白した。5か月後、司法捜査が行われているさなかに、クラーフチェンコは自白を断固として撤回した。1979年8月16日 、ロストフ地方裁判所はクラーフチェンコに死刑を宣告した。ロストフ地方裁判所は三度の審理を経て、1982年3月23日、改めてクラーフチェンコに死刑判決を下した。1983年7月5日、クラーフチェンコは銃殺刑に処せられた。
1978年12月31日、鉄道の車庫で働くアナトーリイ・グリゴーリエフ(Анатолий Григорьев)という50歳の男性は、同僚とともに新年の始まりを祝っていた。彼はひどく酔っぱらっており、新聞記事に掲載された少女について、「自分が殺した」と語り始めたが、グリゴーリエフの言葉を真剣に受け止める者はいなかった。調査の結果、グリゴーリエフは新聞に書かれた殺人事件の記事を読み、自分がやってもいないことを大仰に語り、そのことを非常に悔いていたという。年が明け、親戚の家に着いた彼は、酒を飲み続け、自分自身を罵倒し、自分は逮捕されて死刑になるのではないか、と不安になっていた。1979年1月8日、娘が仕事に出かけたのち、グリゴーリエフは便所で首を吊って死んだ。
チカチーロは、のちの取り調べで、イェレーナ・ザコトノヴァの殺害について告白した。1979年12月22日の夜、チカチーロはイェレーナを、かつて自分が密かに購入した古い小屋におびき寄せた。彼はイェレーナを犯そうとしたが、勃起しなかった。イェレーナが抵抗すると、チカチーロはイェレーナの腹部を3回刺し、刺している最中に射精した。チカチーロによれば、イェレーナを刺したあと、彼女が「とても掠れた声で何かをつぶやいた」、その直後にチカチーロは彼女を絞め殺し、グルーシェフカ川に死体を投げ込んだという。12月24日、この川に架かる橋の下でイェレーナの遺体が発見された。チカチーロとイェレーナの死を結び付ける証拠は複数見られた。隣人は12月22日にチカチーロが小屋の中にいた趣旨を証言し、イェレーナが背負っていた通学用のカバンは、通りの突き当りにあるグルーシェフカ川の対岸で発見された。イェレーナが最後に目撃されたバス停で、イェレーナと会話していた、チカチーロによく似た男性についての目撃証言を警察に提供した者も出た。だが、逮捕されたのはアレクサンドル・ペトローヴィチ・クラーフチェンコという25歳の男性であった。彼は10歳の少女を犯して殺した前科があった。警察がクラーフチェンコの自宅を捜索したところ、彼の妻のブルゾンに血痕が付着しており、その血液型は、「イェレーナ、クラーフチェンコの妻、双方と一致する」と判断された。1978年12月22日の時点で、クラーフチェンコにはアリバイがあった。彼は妻および妻の友人と一緒に過ごしており、夫婦の隣人もその様子を確認していた。だが、警察はクラーフチェンコの妻を「殺人を共謀した」罪で、妻の友人に対しては「偽証罪」で精神的に追い詰め、「クラーフチェンコは12月22日の夜遅くまで帰宅しなかった」とする新たな証言を得たのであった。改竄された証言を目の当たりにしたクラーフチェンコは、イェレーナ・ザコトノヴァの殺害を自白した。クラーフチェンコは法廷の場で「私は非道な脅迫のもとで自白させられたのです」と主張して自身の無実を訴えた。しかし、クラーフチェンコは殺人罪で有罪判決を受け、死刑を宣告された。1980年12月、ソ連最高裁判所は、クラーフチェンコに対する刑罰について、当時の最高刑であった懲役15年に減刑した。しかし、イェレーナの遺族が娘を殺した犯人に対して厳罰を与えるよう強く要求したことで、クラーフチェンコは再審にかけられ、改めて有罪を宣告された。1983年7月、アレクサンドル・クラーフチェンコは、イェレーナ・ザコトノヴァ殺害の罪で銃殺刑に処せられた。イェレーナ・ザコトノヴァの殺害後、チカチーロは「女や子供の身体を刺し、切り刻むことによってのみ、性的興奮を味わい、絶頂に達する。これを追体験したい」という強い衝動に駆られた、と語っている。本人によれば、当初はこの衝動に抗うのに苦労しており、獲物を探し出す誘惑と向き合うのではなく、短期間の出張を切り上げて自宅に帰ることが多かった、と語っている。
1990年11月に逮捕されたチカチーロは、イェレーナの殺害について詳細に告白しているが、この告白では以下の点が見られた。
- チカチーロがイェレーナと出会った場所はバス停ではなく、路地である
- イェレーナ・ザコトノヴァの殺害現場はチカチーロが購入した小屋ではなく、川岸である。小屋の中に入って電灯を点ける必要は無い
- チカチーロは、刃物の使用については言及していない
- イェレーナの両目をスカーフで隠した、という話はしていない

イェレーナ・ザコトノヴァの殺害について、チカチーロが有罪であるとする証拠はいずれも食い違いが目立ち、それらは証拠としては不十分であったが、1992年10月、ロストフ地方裁判所はチカチーロに有罪を宣告した。しかし、1993年、ロシア連邦最高裁判所(Верховный суд Российской Федерации)は、「イェレーナ・ザコトノヴァを殺害した犯人はアンドリイ・チカチーロである」とする上告について、「証拠不十分である」として棄却した。
1990年、アレクサンドル・クラーフチェンコへの死刑判決は覆された。イェレーナ・ザコトノヴァの殺害について、クラーフチェンコとチカチーロ以外に起訴された人物はおらず、この殺人事件に関しては未解決のままである。

### 連続殺人
1981年9月3日、ロストフ市の中心部にある一軒の公共図書館を出たところにあるバス停にて、17歳の寄宿学校生、ラリーサ・トカチェンコが立っていた。のちのチカチーロの告白によれば、「ヴォトカでも飲んで寛がないか」と声をかけ、ドン川の近くにある森の中へ彼女を誘い出したという。人通りの少ない場所で二人きりになると、チカチーロはラリーサを地面に組み伏せた。ラリーサがチカチーロの行動を非難するもチカチーロは構わず、彼女が着ていた衣服を剥ぎ取り、性行為を試みようとしたが、勃起しなかった。ラリーサはチカチーロを嘲笑した。ラリーサに悲鳴を上げさせないようにするため、チカチーロは彼女の口の中に泥を押し込み、連続で殴打したのち、首を絞めて殺した。刃物を持っていなかったチカチーロは、自分自身の歯と、長さ約1.8mの棒を使って遺体に損壊を加えた。ラリーサの膣の中には木の枝を突っ込んだ。チカチーロはまた、自身の歯でラリーサの片方の乳首を噛み千切り、葉っぱ、木の枝、破れた新聞紙を使ってラリーサの遺体を覆った。彼女の遺体はこの翌日に発見された。ラリーサ・トカチェンコの殺害について、ロシア連邦最高裁判所は「証拠不十分である」として棄却した。
1982年6月12日、チカチーロはバガイェフスキー管区へ買い物に向かった。ノヴォチェルカッスク市ドンスコイ村でバスを乗り換える必要があったが、乗る予定のバスが故障したことを知ると、徒歩で向かうことにした。バス停を離れて歩いている最中、チカチーロは、リュボフ・ビリュークという13歳の少女と出会った。リュボフは買い物を終えて自宅へ戻る途中であった。彼ら二人はおよそ402mの距離を一緒に歩いたのち、その足取りは目撃者の視界から消える茂みの中へと入っていった。人目に付かない場所に入ると、チカチーロはリュボフに襲いかかり、隣接する藪の中に彼女の身体を引きずり込み、衣服を剥ぎ取り、性行為を思わせる動きを演じながらリュボフの身体を刺し、切り刻んだ。リュボフの遺体は6月27日に発見された。検視官は、リュボフの頭部、頸部、胸部、骨盤領域に、刃物で負わされた傷を22箇所発見した。さらに、彼女の頭蓋骨にも傷が見付かった。この傷は、犯人が刃物の柄と刃でリュボフの背後から攻撃を叩き込んだことを暗示していた。また、彼女の眼窩には線条の傷が確認された。リュボフを殺したのち、チカチーロは殺人衝動の抑制が効かなくなった。1982年の7月から9月にかけて、チカチーロはさらに五人を殺害した。犠牲者の年齢は9 - 18歳であった。バス停や鉄道駅にて、子供、家出中の未成年、放浪中の路上生活者に近付き、声をかけるという手口を利用した。狙いを定めた者を近くの森や人里離れた場所へ誘い込み、身体を刺し、切り刻み、犠牲者の遺体からは腸を抉り出した。身体に多数の裂傷を負わせるだけでなく、首を絞めたり、殴り殺すこともあった。

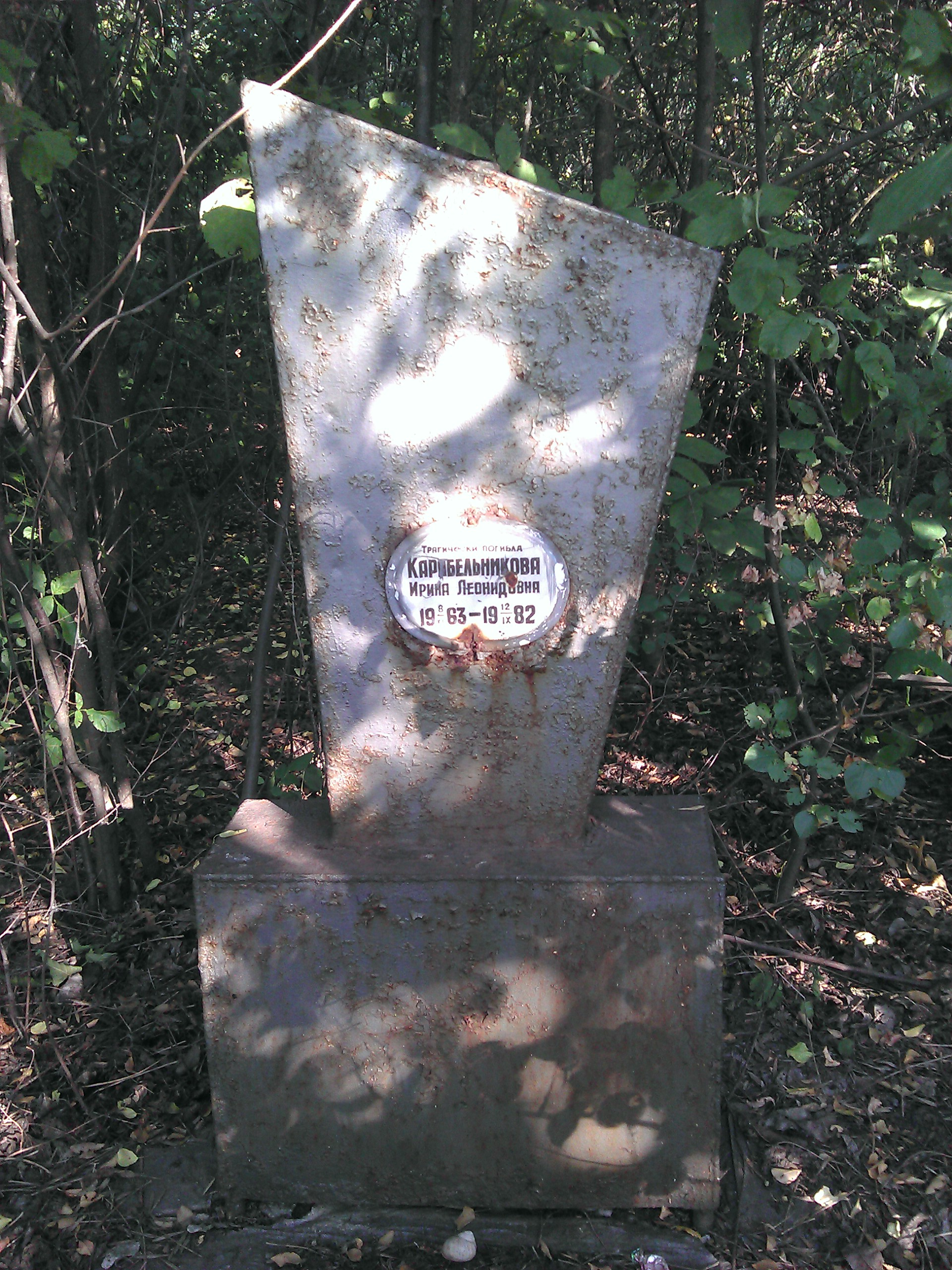
チカチーロの7番目の犠牲者、イリーナ・カラビェルニカヴァが殺された場所に、彼女の父親が慰霊碑を建てた。

チカチーロによる犠牲者の遺体の多くは、その眼窩に損傷の痕跡が見られた。法医学の病理学者は、これを「刃物による傷である」と断定し、捜査官たちは「犯人は犠牲者の両目を刳り抜いた」と判断した。チカチーロが殺した成人の女性の犠牲者は売春婦か路上生活者が多く、チカチーロは彼女らに酒や金を与える約束を交わして人通りの少ない場所へ誘い出し、彼女らと性行為に及ぼうとするも勃起はしなかった。女性たちがチカチーロの勃起不全を嘲笑うと、その態度はチカチーロを殺意のこもった忿恚へと導いた。犠牲者を刺し、身体を切り刻んだときにのみ、チカチーロは絶頂に達するのであった。
チカチーロの犠牲者の中には子供や未成年も含まれ、それらは性別を問わなかった。チカチーロは、会話の際に様々な計略を用いて獲物を人通りの少ない場所へ誘い出した。彼らに対して何らかの援助や協力を約束したり、近道を教えることを申し出たり、映画、希少な切手や硬貨、食べ物やお菓子を彼らに見せることで、接触の機会を拵えた。犠牲者と二人きりになると、チカチーロは襲いかかり、長いロープを使って相手を後ろ手に縛り、黙らせるために口の中に泥や腐植土を詰め込み、殺害に及ぶ、という手口が多かった。殺したあとは、犯行現場から立ち去る前に、遺体の隠蔽作業に注力した。1982年12月11日、バスに乗っていたチカチーロは、オリガ・スタリマチエノックという10歳の少女と出会った。彼女はノヴォシャフチンスクにある自宅へ帰る途中であった。チカチーロはオリガを言いくるめて一緒にバスから降りた。バスの乗客の一人が、「中年男性が少女の手をしっかりと握って連れていった」との証言を残しており、これがオリガが目撃された最後の姿となった。ノヴォシャフチンスクの郊外にあったトウモロコシ畑までオリガをおびき寄せると、チカチーロはオリガの頭部や身体を50回以上刺し、胸部を切り裂き、はらわたと子宮を抉り出した。

### 捜査
1983年1月の時点で四人が殺され、「いずれも同一犯の仕業である」と一時的に結び付けられた。捜査隊を率いるモスクワ警察のミハイル・フェチソフがロストフ・ナ・ドヌに派遣され、捜査の陣頭指揮を取った。捜査員の間では、「『森の細道』作戦」(Операция «Лесная тропа»)と呼ばれた。フェチソフは十人の捜査員で構成された捜査班をロストフにて立ち上げ、四件の殺人事件をすべて担当することになった。1983年3月、フェチソフは、法医学の分析官、ヴィクトル・ブラコフ(Виктор Бураков)を事件捜査の指揮官に任命した。この翌月、オリガ・スタリマチエノックの遺体が発見されると、ブラコフは現場に召喚され、遺体にできた多数の裂傷、遺体から飛び出た腸、眼窩にできた線条の傷について、細部に至るまで調べた。のちにブラコフは、この線条の傷を確認したことで、「同一の殺人犯による仕業であることは間違いない、と確信した」と語っている。なお、オリガ・スタリマチエノックの殺害については、ロシア連邦最高裁判所が「証拠不十分である」として棄却した。
チカチーロは、1983年6月にラウラ・サルキシャンという15歳のアルメニア人の少女の遺体が発見されるまで、殺人は控えていた。ラウラの遺体が発見された場所はシャフティ近郊、何の標識も無い鉄道駅の乗降口の近くであった。彼女は家出中であったという。ミハイル・クリヴィッチとオルゲルト・オルギンによる共著本『Товарищ убийца. Ростовское дело: Андрей Чикатило и его жертвы』（『同志・殺し屋 -ロストフの事件：アンドリイ・チカチーロとその犠牲者たち-』）ではラウラの遺体が発見された趣旨が書かれているが、ロストフ地方裁判所が出した評決では、ラウラの遺体は発見されていない趣旨が明記され、チカチーロ自身もラウラの殺害現場を示すことはできなかった。ロストフ地方裁判所は、「犠牲者がラウラ・サルキシャンであるとは証明されていない」とし、ラウラの名前を評決から除外した。ロシア連邦最高裁判所はラウラ・サルキシャンの殺害について、「証拠不十分である」として除外した。
1983年9月までに、チカチーロはさらに五人を殺害した。増えつつある犠牲者の遺体と、それらの遺体につけられた傷の傾向の類似性から、ソ連当局は、連続殺人犯が実在し、野放しになっているという現実を受け入れざるを得なくなった。1983年9月6日、ソ連の検察は、これまで「同一犯の仕業である」と考えられていた六件の殺人を、正式に関連付けた。チカチーロの捜索開始の契機となった犠牲者は、リュボフ・ビリューク、イリーナ・カラビェルニカヴァ、オリガ・スタリマチエノック、イリーナ・ドゥニェンカヴァ、イーゴリ・グトコフの六人であった。殺され方が残虐である点、腸が正確に摘出されていた点から、臓器移植が目的の集団か、悪魔教会の信者か、そうでなければ精神異常者の仕業ではないか、と警察は考えた。「犯人は精神異常者、同性愛者、小児性愛者に違いない」との考えを強めた警察は、精神病棟で過ごした者たち、同性愛や小児性愛で有罪判決を受けた者たちのアリバイを確認し、厚紙記録文書保管装置を調べた。名前が登録されていた性犯罪者も調査され、アリバイを裏付ける証拠が確認された者は捜査から除外された。1983年9月の初頭、数人の若い男性が殺人を自供したが、彼らはいずれも知的障害者であり、長期にわたる過酷な取り調べを受けたのち、犯行を自供した。捜査員による威圧的な手法の結果、有罪判決を受けた性犯罪者と、3人の同性愛者が自殺するに至った。捜査の結果、95件の殺人、140件の加重暴行、245件の強姦を含む1000件以上の無関係な犯罪が解決された。しかし、警察が自白を得ていく一方で遺体が発見され続けたことで、自白した者たちはいずれも犯人ではないことが証明された。1983年10月30日、シャフティにて、19歳の売春婦、ヴェラ・シェフクンが遺体で発見された。彼女は腸を摘出されていた。ヴェラが殺されたのは10月27日のことであった。彼女の遺体に加えられた損壊について、殺人犯が関わっている他の犠牲者たちの遺体に見られるような特徴こそあれ、眼球は刳り抜かれておらず、それ以外でも傷は無かった。その2か月後の12月27日、ノヴォチェルカッスク近郊の田舎の駅にて、14歳の男子学生、セルゲイ・マルコフが遺体で発見された。彼は睾丸を切り取られ、頸部と上半身に70を超える創傷を負わされたうえ、腸を抉り出されていた。
1984年1月から2月にかけて、チカチーロはロストフにある公園「パルク・アヴィアータラフ」にて、2人の女性を殺害した。1984年3月24日、ノヴォシャフチンスクにある切手売り場にて、チカチーロはドミートリー・プターシニコフという10歳の少年に声をかけた。二人で一緒に歩いている間、チカチーロは数人の人物から目撃され、彼らは殺人犯の詳細な人相書きを捜査員に教えることができた。三日後、プターシニコフの遺体が発見された。警察は犯人の足跡だけでなく、プターシニコフの衣服から精液と唾液の検体も検出した。1984年5月25日、チカチーロは、シャフティ郊外にある雑木林の中で、タチアーナ・ペトロシャンと、その娘、スヴェトラーナの二人を殺害した。タチアーナ・ペトロシャンはチカチーロの知り合いであったという。チカチーロは、娘のスヴェトラーナの頭を金槌で殴って殺したという。1984年7月末の時点で、チカチーロは13歳の少年と、19 - 21歳の女性を三人殺した。
1984年の夏、チカチーロは「リノリウムを2本盗んだ」として、資材調達の仕事を解雇された。この告発は前年の2月になされており、表沙汰にならない形で辞職するよう求められていたが、チカチーロはこの告発を否定し、辞職も拒否した。1984年8月1日、彼はロストフにて、新たな調達係の職を得た。8月2日、チカチーロは「パルク・アヴィアータラフ」にて、17歳の少女、ナターリヤ・ゴロソフスカヤを殺害した。8月7日、チカチーロは、リュドミーラ・アレクシーイェヴァという17歳の少女に「バス停への近道を教えようか」と声をかけ、ドン川の河畔におびき寄せた。チカチーロは、ただちに致命傷になるわけではないことを認識したうえで、アレクシーイェヴァの身体に39箇所の深い切り傷を負わせたのち、身体を切り裂き、はらわたを抉り出した。彼女の胸部はずたずたにされ、下腹部は切断されていた。彼女の口腔内には、切り取られた上唇が詰め込まれていた。リュドミーラ・アレクシーイェヴァの殺害から数時間後、チカチーロはウズベキスタンの首都、タシュケントへ出張で向かった。8月15日にロストフに戻るまでに、10歳の少女、アクマラール・シイダーリエヴァと、身元不明の若い女性を一人、殺した。後者の女性は泥酔しており、チカチーロは彼女を殺し、首を斬り落として茂みに投げ捨てた。アクマラールが殺されたのは1984年8月13日のことであった。9月2日、ドン川の河畔で、11歳の少年、アレクサンドル・チェーペルの遺体が発見された。発見時の彼は裸であり、首を絞められ、睾丸が切り取られ、両目は刳り抜かれていた。リュドミーラ・アレクシーイェヴァの遺体が発見された場所からわずか数メートルしか離れていなかった。9月6日、チカチーロは、24歳の図書館司書、イリーナ・ルチンスカヤを「パルク・アヴィアータラフ」にて殺害した。9月7日、ルチンスカヤの遺体が発見された。リュドミーラ・アレクシーイェヴァ、アレクサンドル・チェーペル、イリーナ・ルチンスカヤは、いずれも同じ刃物で殺された。

## 最初の逮捕
1984年9月13日、ロストフ市内にあるバス停にいた二人の若い女性に話しかけようとしていたチカチーロの姿を、二人の潜入捜査官が目撃した。捜査官らはチカチーロの姿を見失わないよう尾行し、チカチーロがロストフ市内を彷徨いながら女性に接近しようとしたり、彼が公共の場で相手の同意を得ることなく、自分の身体を擦りつけようとしている姿も確認した。市内の中央市場の入り口で、チカチーロは捜査官に逮捕された。所持品検査を実施したところ、刃渡り20cmのナイフ、長いロープ、ヴァセリンの入った瓶を見付けた。チカチーロはまた、以前の職場で窃盗の調査を受けている身であることも発覚し、捜査官はチカチーロを長時間拘束する法的な権利を得られた。取り調べの過程で、チカチーロの胡乱な経歴が明らかになるにつれて、1984年3月にドミートリー・プターシニコフが殺される前に一緒に並んで歩いていた人物の描写とも一致した。チカチーロの血液の検体を採取したところ、その血液型は「A型」と判明した。一方、1984年の春から夏にかけて殺された犠牲者たちの遺体から検出された精液の検体については、監察医は「AB型」と分類していた。捜査官が使用する厚紙索引記録にはチカチーロの名前が書き加えられたが、彼の血液型分析の結果から、警察は「彼こそが殺人犯である」とは考えも及ばなかった。この索引記録には、殺人事件に関係する個人名が登録され、その数は25000人以上に膨れ上がることとなった。チカチーロは、以前の勤め先から電池を盗んだ罪で有罪を宣告された。チカチーロはソ連共産党の党員資格を褫奪され、刑法第92条に基づき、1年間の懲役刑を宣告された。「リノリウムを盗んだ」容疑については、「証拠が無い」として起訴が取り下げられた。
1984年12月12日、チカチーロは釈放された。1984年10月8日、ソ連の検察庁長官は、チカチーロによる23件の殺人事件を「一つの事件」として正式に結び付け、殺人を自供した精神障害者の若者たちに対する起訴を全て取り下げた。

## 殺人再開
1984年12月に釈放されたのち、ノヴォチェルカッスクにある鉄道機関車工場の調達部門で職を得たチカチーロは、1985年8月1日まで殺人を犯さず、鳴りを潜めていた。出張でモスクワへ出向いたとき、ドモジェードヴォ空港近郊にある鉄道駅の乗降口に立っていた、ナターリヤ・パフリースタヴァという18歳の女性と出会った。チカチーロはパフリースタヴァに声をかけ、ヴァストリャーカヴァ村の近くにある森の茂みの中まで誘い出すと、チカチーロは彼女の身体を縛り、首と胸を38回刺したのち、絞め殺した。殺人犯はロストフからモスクワまで飛行機で向かったのではないか、との仮説を立てた警察は、1985年7月下旬から8月上旬にかけて、ロストフ - モスクワ間を移動した全乗客の滞空記録について調べた。しかし、チカチーロは航空機ではなく列車に乗ってモスクワに向かっていたため、調査が可能な文書は存在しなかった。1985年8月27日、チカチーロはシャフティにてイリーナ・グリャーイェヴァという女性を殺害した。ナターリヤ・パフリースタヴァとイリーナ・グリャーイェヴァの殺害事件は、連続殺人犯の捜索活動が始まる契機になった。
1985年11月、ソ連の検察庁長官、イッサ・コストエフが、事件捜査の指揮官に任命された。この時点で検察官は15人、捜査官は29人に増員され、犯人の捜索任務に従事することとなった。殺人事件の再調査は注意深く開始され、警察は性犯罪者と同性愛者に対する尋問を再開した。翌月、警察がロストフ周辺の鉄道駅を警邏するようになり、私服の女性警官はバス停や鉄道駅周辺の巡回を命じられた。ヴィクトル・ブラコフは、精神分析医、アレクサンドル・ブハノフスキーに相談する措置を取ることにした。ソ連での連続殺人事件の捜査において、これは初めてのことであった。犯行現場の詳細と検視官による報告書はブハノフスキーに全て提供され、ブハノフスキーは正体不明の殺人犯の心理学的な肖像画を捜査員たちのために描き出した。
1985年12月、殺人犯を捕まえるための「森林地帯」作戦が発表された。この過程で、捜査官たちは1062人を拘束したが、チカティチーロはその間にモスクワとウラル地方で人を殺していた。

## 精神分析
1986年、アレクサンドル・ブハノフスキーは「Проспективный Портрет Преступника」（「犯罪者の展望描写」）と題した、67ページに及ぶ犯人の人物像を作成し、以下のような分析を導き出した。
- 「年齢は45 - 50歳で、身を隠すようにして暮らしている。苦痛に満ちた、孤独な子供時代を耐え忍んで過ごし、異性といちゃついたり、異性に対する求愛行動を示せなかった。この人物には教養があり[133]、結婚し、子供もいる可能性が高いが、勃起不全に苛まれており、犠牲者が悶え苦しむさまを眺めているだけで、性的な興奮に包まれ、心が満たされる、そのような加虐性愛者でもある。殺人行為は、この人物が達成できなかった性行為の隠喩であり、刃物の使用については、正常な機能を発揮できない陰茎の代用品という心積もりである」[134]

- 「犯行の多くは平日に発生しており、公共交通機関がある拠点の近辺およびロストフ州全土が現場である」「一定間隔で移動する必要がある仕事に就いており、それには製造日程が関係している可能性が非常に高いであろう」[135]

- 「この人物は、精神病患者でもなければ知的障害者でもない。外見も振る舞いもごく普通であり、犠牲者たちはこの人物を信用していた[136]。特別な能力は無いが、本人は『自分には才能がある』と思い込んでいた。この人物は獲物を追躡し、誘い出すための明確な計画を練っており、それを厳格に遵守しようとする」[136]

- 「この人物は異性愛者である」[137]

- 「この人物にとって、幼い子供の存在は、自身の幼年期や青年期の頃に受けた恨みや恥辱を発散させるための『象徴的な対象』としての役割を担う可能性がある」[138]

- 「両眼を刳り抜く理由については複数あるが、犯行現場からは、『なぜ目を刳り抜いたのか』については分からない。女性器を切り取る行為は、女性に対する自身の力の体現である。臓器については、そのままにしておくか、食べる可能性がある。男性器を切り取ったのは、少年の姿をより女性的に見えるようにしたかったのかもしれない」[137]

- 「犠牲者の身体に加えた多数の刺し傷は、この人物が、犠牲者を（性的な意味合いで）『貫通する手段』であった」[138]

- 「身の危険を感じた場合、一時的には殺人を止めるかもしれないが、捕まるか、あるいは死なない限り、完全に止まることは無いであろう」[138][137]

のちにチカチーロと向かい合って面談したブハノフスキーは、「私は医者であり、私の仕事はあなたを助けることだ」「私は捜査官ではないし、裁判官でもない。法律や道徳の観点に基づいてあなたの行動を評価するつもりは無い」と語りかけた。

## 捜査当局の見解
殺人犯の捜索について伝え始めた新聞記事を、チカチーロは注意深く読み、殺人衝動を抑制しようとした。1985年8月のイリーナ・グリャーイェヴァの殺害以来、ロストフでもモスクワでも、身体の激しい損壊を伴う遺体が発見されることは無かった。1986年7月23日、ロストフのミスニコウスキー管区で、リュボフ・ゴロヴァッハという33歳の女性の刺殺体が発見された。警察は暫定的に連続殺人犯の存在と結び付けたが、その根拠となったのは、精液の型が捜査当局が捜し求めていた犯人のものと一致し、犠牲者は殺される前に衣服を脱がされ、身体を20回以上刺されていた点のみに基づいていた。彼女は身体を切り刻まれてはおらず、腸を抉られてもおらず、公共交通機関の近くで目撃されたわけでもなかった。これらの食い違いにより、捜査員たちはリュボフ・ゴロヴァッハの殺害について、「捜索中の犯人による仕業なのか？」という大きな疑念を抱いた。1986年8月18日、バタイスク市にある集団農場内の窪地の中に死体が埋められているのが発見された。遺体には、1982年から1985年にかけて殺害された犠牲者の遺体に付けられた特徴的な損壊の痕跡があった。犠牲者は18歳の裁判所事務官、イリーナ・ポゴリエロヴァであった。彼女は首から性器まで切り裂かれ、片方の乳房を切り取られ、両目は抉られていた。殺人犯は死体を埋めるのに必死であり、発見される犠牲者の数が突然減ったのはこのためではないか、と推測した捜査官もいた。1985年から1986年にかけてロストフで犠牲者が出た時期は、いずれも7月と8月であった。一部の捜査官は、「1986年の秋の時点で、犯人はソ連領内の他の地域に移住し、夏の間にだけロストフに戻ってきた可能性」を考えた。ロストフ警察は、ソ連全土の警察部隊に報告書を送ることにした。正体不明の殺人犯が犠牲者の身体に加えた傷の傾向について説明し、ロストフで発見された犠牲者たちの身体に加えられた傷と一致する殺人の犠牲者を発見した警察から意見を募ったが、返ってきた反応はいずれもロストフ警察を意気阻喪させるものであった。チカチーロがタシュケントで犯した二件の殺人について、ウズベキスタンの捜査当局は連続殺人事件と結び付けようとはしなかった。一件目の死体は首を刎ねられ、二件目の死体は身体全体に損壊が及んでいた。ウズベキスタンの警察は後者の遺体について「収穫機に巻き込まれたのではないか」と判断した。

## 1987年
チカチーロは、1987年に三人を殺している。いずれも、チカチーロがロストフから遠く離れた場所に出張している最中に発生した。1987年5月16日、スヴェルドロフスク州ウラル地方、レヴダにある鉄道駅にて、チカチーロは12歳の少年、オレグ・マカレンコフと出会った。チカチーロの邸宅でマカレンコフと一緒に食事する約束を交わし、駅から誘い出した。マカレンコフは駅の近くにある森の中で殺され、その遺体は1991年まで発見されることは無かった。1987年7月、ウクライナにある都市・ザポリージャにて、チカチーロは12歳の少年、イヴァン・ビロヴェツキーを殺害し、9月15日には、16歳の専門学校生、ユーリー・テレショーノクをレニングラードの郊外にある森の中で殺害した。ロシア連邦最高裁判所はイヴァン・ビロヴェツキーの殺害について、「証拠不十分である」として除外した。

## 再浮上
1988年4月、チカチーロはクラースヌイ・スーリンにて、身元不明の女性を殺害した。チカチーロは彼女を列車から誘い出し、両手を後ろ手に縛り、口の中に泥を詰め込み、顔から鼻にかけて切り裂き、首に多数の刺し傷を加えたのち、コンクリートの厚板で撲殺した。遺体は4月6日に発見された。捜査員は、犠牲者の身体に加えられた刺し傷を見て、1982年から1985年にかけて殺された者たちの遺体にできていた傷に類似している趣旨を指摘したが、この犠牲者はコンクリートの厚板で殴り殺されており、腸は摘出されておらず、両目や性器に傷は無かったため、捜査員らは、自分たちが捜し求めていた人物による犯行なのかどうか、確証が持てずにいた。
1988年5月、チカチーロはウクライナのイロヴァイスクにて、9歳の少年、アレクシイ・ヴォロンコを殺害した。この少年の殺害については、ロストフ警察は「捜し求めていた同一人物による犯行であることに疑いの余地は無い」とし、一連の事件と正式に結び付けた。7月14日、チカチーロはシャフティ近郊にて、15歳の少年、イェヴゲーニイ・ムラトフを殺害した。ムラトフの遺体が発見されたのは1989年4月のことであった。遺体は白骨化が進んでいたが、検死作業の結果、ムラトフは睾丸を切り取られ、刃物による外傷を少なくとも30箇所負わされたことが分かった。
チカチーロの娘・リュドミーラは集合住宅に住んでおり、1988年に退去していった。息子のユーリーは兵役義務に従事しており、兵役を終えて戻ってくる息子がここに住む可能性を考慮し、チカチーロはこの部屋の家賃を払い続けていた。1989年2月28日、娘が出て行ったあとの空き部屋の中で、チカチーロは16歳の少女、タチアーナ・ルジョヴァを殺し、その遺体を解体した。遺体の残骸については下水道に隠した。この殺人について、警察は一連の殺人事件と結び付けようとはしなかった。1989年の5月から8月にかけて、チカチーロは四人を殺害し、そのうちの三人はロストフとシャフティで殺した。このうち、一連の殺人事件と結び付けられたのは二名のみであった。これらの犠牲者の大半が鉄道駅の近郊で発見されたことで、捜索中の連続殺人犯の存在と関連付けた警察は私服警官を多数配置し、ロストフ州全土の列車において、乗客たちの写真を慎重に撮影させた。犠牲者が殺人犯と一緒にいるところを映像に収めるため、複数の車両に隠しカメラが設置された。1990年1月14日、シャフティにある劇場の外に立っていた11歳の少年、アンドレイ・クラーフチェンコと出会ったチカチーロは、「輸入した西側の映画を君に見せてあげようか」と声をかけて誘い出した。翌月、全身を刺され、睾丸を切り取られた少年の遺体が、人里離れた森林地帯の中で発見された。1990年3月7日、チカチーロは10歳の少年、ヤロスラーフ・マカロフをロストフにある駅から誘い出し、ロストフ植物園に連れていった。翌日、はらわたを抉り出されたヤロスラーフの遺体が発見された。

## 世論の圧力
1990年3月11日、ロストフ州内務省の捜査指導部、ミハイル・フェチソフは、一連の殺人事件の捜査任務の進捗状況について話し合うため、会議を開いた。世論、報道機関、ソ連内務省から、事件の解決を促す圧力がかかっていた。フェチソフは殺人犯を捕まえるにあたり、ヴィクトル・ブラコフとともに長年にわたって多大な時間と労力を捜査任務に費やしてきた。1986年、ヴィクトル・ブラコフは「殺人犯を捕まえよ」との圧力から来る神経の緊張状態に疲労が重なり、3週間入院した。チカチーロが逮捕されたのち、ブラコフは殺人犯の捜索任務を「悪夢」に例えている。「何年もの間、頭が絶え間なくずきずきと痛み」、列車に乗るか、あるいは列車に近付いたりするたびに、自分の近くにいる成人男性を「犯罪者ではないのか」と考えるようになった、と附言している。
1984年までは熱心に捜査が実施されていたが、1985年から1987年にかけては、捜査に対する消極性が見られた。チカチーロは1985年から1986年にかけて三件の殺人事件を起こしているが、それらはいずれも捜査当局が「同一犯であることに疑いの余地は無い」と考えていた事件であった。1990年3月までに六人の犠牲者が出た。ミハイル・ゴルバチョフ(Михаил Горбачев)が実施したグラースノスチ(Гласность)に伴い、報道においては検閲の緩和と情報の積極的な公開が行われた。ソ連における報道に対する抑圧が緩まり、チカチーロによる連続殺人事件は大々的に報道されるようになった。ミハイル・フェチソフは、捜査の一部の分野に緩慢さが見られる点を指摘したうえで、「犯人をすぐにでも捕まえなければ、諸君らは解雇されることになるだろう」と警告した。
1990年4月4日、チカチーロは31歳の女性、リュボフ・ズイエヴァを列車から誘い出し、ドンレスホース駅近くの森の中で殺害した。彼女の遺体は8月24日に発見された。7月28日、13歳の少年、ヴィクトル・ペトローフをロストフ駅から誘い出し、ロストフ植物園で殺害し、8月14日、11歳の少年、イヴァン・フォミンをノヴォチェルカッスクの海岸近くの茂みの中で殺害した。

## 鉄道駅での警官配置
発見される遺体の数が増えたことにより、大規模な捜索活動の口火が切られた。ロストフ州を通る鉄道駅で複数の遺体が発見されたため、ヴィクトル・ブラコフは管区内にある大型の駅を制服姿の警察官で埋め尽くし、警官の存在に嫌でも気が付くよう仕向ける案を提示した。殺人犯に、これらの場所での犯罪の実行を思いとどまらせ、犯人の動きがより目立ちやすい、混雑が起こりづらい小さな駅で潜入捜査官を巡回させるのが狙いであった。この計画案は承認され、制服姿の警官と潜入捜査官の双方が、若い女性や子供と一緒にいた成人男性を尋問し、その人物の名前と旅券番号を記録するよう指示された。捜査当局は360人の警官をロストフ州にある全ての駅に配置し、犯人が頻繁に獲物を誘い出した経路を通る、小さな三つの駅（コンドリュウチャ、ドンレスホース、レソスチェップ）には潜入捜査官を配置し、それら三つの駅のいずれかで犯人に行動に移させようとした。この作戦は、1990年10月27日に実施された。
10月30日、ドンレスホース駅にて、16歳の少年、ヴァジーム・グロモフの遺体が発見された。彼は絞殺されており、遺体には27か所の刺し傷があり、睾丸と舌の先端が切り取られ、左目を刺されていた。グロモフが殺されたのは10月17日であり、前述の作戦が開始される十日前のことであった。グロモフの遺体が発見された日、チカチーロはキルピーチナヤ駅にて、16歳の少年、ヴィクトル・ティーシチェンコを列車から誘い出し、駅の近くの森の中で殺害した。遺体は11月3日に発見され、分離ナイフによる刺し傷が40箇所認められた。

## 最後の逮捕
1990年11月6日、チカチーロは22歳の女性、スヴェトラーナ・コロースチェクを、ドンレスホース駅の近くにある森林地帯の中で殺害し、遺体を切り刻んだ。チカチーロが彼女の殺害を終えて駅の乗降口に戻ったとき、覆面捜査官の一人、イーゴリ・ルバコフがチカチーロの存在に気付き、目で追った。井戸水で手と顔を洗うチカチーロの姿も確認した。ルバコフが駅に近付くと、チカチーロの着ている外套の両肘の部分に、雑草や土による汚れが付着している点にも注目した。チカチーロの頬には、赤く、小さな染みができており、指の一本は酷い怪我を負っているように見えた。ルバコフはチカチーロに疑いの眼差しを向けた。この時期、ドンレスホース駅の近くの森の中に人が入っていく理由があるとすれば、自然に生えているキノコを採集する（ロシアでは人気のある娯楽）ためであるが、チカチーロの服装は清掃業者のそれではなく、正装に身を包んでおり、携行していた鞄はナイロン製で運動競技用のものであり、キノコを持ち運ぶには不向きであった。ルバコフはチカチーロを呼び止めて尋問したが、チカチーロを逮捕できるだけの十分な理由は無かった。ルバコフは執務室に戻ると、駅で呼び止めた人物の名前と、彼の頬に見られた赤い染みは血痕である可能性がある趣旨をまとめた定期報告書を書いた。
11月13日、スヴェトラーナ・コロースチェクの遺体が発見された。捜査当局は、ドンレスホース駅で監視を担当する捜査官を招集し、前の週に尋問を受けた全ての人物についての報告書をくまなく調べた。その報告書の中にチカチーロの名前が見付かっただけでなく、チカチーロが1984年に逮捕されて取り調べを受けていた事実や、1987年に編纂され、ソ連全土に頒布された容疑者名簿にチカチーロの名前が掲載されていたことで、チカチーロのことを知っていた警官は複数いた。現在のチカチーロの職場の雇用主と、チカチーロが過去に働いていた職場の雇用主に確認したのち、捜査当局は、一連の殺人事件に関連する犠牲者が出たとき、チカチーロは様々な町や都市にいたことに気付いた。教職時代のチカチーロの同僚に確認したところ、猥褻な行為や性的ないたずらに対する度重なる苦情を教え子から受けたのを理由に、チカチーロは教職を二度辞めさせられたことも発覚した。
11月14日、警察はチカチーロを監視下に置いた。電車やバスの中で、一人でいる若い女性や子供にチカチーロが近付き、会話を交わしている場面が複数回確認された。女性や子供がチカチーロとの会話を打ち切ると、チカチーロは数分待ってから別の会話相手を探していた。
11月20日、大きな瓶を持って自宅を出たチカチーロは、地元の小さな店で購入したビールでその瓶を満たした。ノヴォチェルカッスク周辺を当てもなく歩き回りながら、チカチーロは道すがら出会った子供たちに近付こうとした。喫茶店を出たところで、チカチーロは四人の私服警官に逮捕された。
逮捕されたチカチーロは、自分を逮捕した警察の行為は誤りであり、1984年にも同じ一連の殺人を理由に逮捕された趣旨を訴えた。チカチーロの身体検査を実施したところ、彼の中指には傷が見られ、ヨウ素を用いて自ら処置した痕があった。監察医がこの指を調べたところ、「誰かに噛まれたためにできた傷である」と判断された。ヴィクトル・ティーシチェンコはチカチーロの左手の中指を噛んだ。ティーシチェンコの遺体が発見された現場では、犯人と犠牲者が激しく争い合った痕跡が沢山残されていた。チカチーロの中指の骨は折れており、指の爪も噛み切られていた事実がのちに判明するが、チカチーロはこの怪我の治療を要求しようとはしなかった。チカチーロの所持品検査を実施したところ、折り畳み式のナイフと、二本の縄が出てきた。血液型の検体も採取したのち、チカチーロは、ロストフの「КГБ」（カー・ゲー・ベー、ソ連国家保安委員会）本部の建物内にある独房に入れられた。この独房には、警察に密告した情報提供者がチカチーロと一緒に入った。この人物は、チカチーロと会話を交わし、可能な限りの情報を引き出すよう指示を受けた 。

## 血液型分析
血液型検査の結果、チカチーロの血液型はAB型ではなく、A型であることが分かった。捜査官が収集した物的証拠と状況証拠は、アンドリイ・チカチーロこそが、自分たちが捜し続けてきた殺人犯であることを示していた。捜査官は犠牲者の衣服に付着していた精液の検体を採取し、そこから犯人の血液型も推測していた。捜査当局はチカチーロの精液の検体も採取し、血液型も調べた。すると、チカチーロの精液はAB型であるのに対し、唾液と血液型はA型であることが確認されたのであった。1988年、捜査当局は「極めて稀な事例」として、男性の血液型は、精液や唾液の型と必ずしも一致するわけではない趣旨の通達を受け取っていた。

## 取り調べと自供
1990年11月21日、チカチーロに対する正式な取り調べが始まり、ソ連の検察庁長官、イッサ・コストエフが担当した。チカチーロから自白を引き出すにあたり、警察はチカチーロに「自分は医療による支援が必要な重病人である」と信じ込ませるよう誘導することにした。「罪を告白し、『精神異常』と判定されれば、起訴されることは無い」とする希望を本人に抱かせる狙いがあった。チカチーロに対する警察の介入と調査は、その大部分が状況証拠に基づくものであることを警察は認識していた。ソ連の法律においては、容疑者を起訴、もしくは釈放する前に、身柄を十日間拘束できた。
取り調べの過程で、チカチーロは、教職に就いていた頃に教え子に性的ないたずら行為を働いていた事実は認めたものの、殺人行為については繰り返し否認した。チカチーロはコストエフに向けて複数の陳述書を書いて提出した。この陳述書に見られる心理兆候においては、殺人行為については逃げ口上が目立つものの、アレクサンドル・ブハノフスキーが1986年に作成し、予測した犯人の人物像の内容と一致していた。
コストエフによるチカチーロへの尋問の駆け引きは、チカチーロの態度を硬化させ、黙秘を促進した可能性がある。チカチーロと一緒に独房に入った情報提供者は、チカチーロはコストエフから、犠牲者の遺体損壊行為に関する単刀直入の尋問を幾度となく受けた、と告げてきた、と警察に伝えた。
11月29日、ヴィクトル・ブラコフとミハイル・フェチソフは、アレクサンドル・ブハノフスキーに「アンドリイ・チカチーロへの取り調べを実施するにあたり、あなたの助力が欲しい」と依頼し、招聘した。ブハノフスキーはチカチーロに対し、「私は医者であり、私の仕事はあなたを助けることだ」「私は捜査官ではないし、裁判官でもない。法律や道徳の観点に基づいてあなたの行動を評価するつもりは無い」と語りかけた。ブハノフスキーはチカチーロと向かい合って面談し、自身が作成した犯人の人物像を抜粋しながら読み聞かせた。2時間後、チカチーロは落涙し始め、「自分の犯した行為は間違いなく有罪に値する」と、ブハノフスキーに告白した。ブハノフスキーによれば、「チカチーロの言葉は、最初は支離滅裂なものであったが、次第に首尾一貫した詳細な内容を語ってくれた」と述懐している。その日の夜までチカチーロとの面談を続けたブハノフスキーは、ブラコフとフェチソフに対し、「チカチーロは自白するだろう」と伝えた。
ブハノフスキーと面談したチカチーロは、1993年に以下のように語っている。
「あの人は、私がどんな人物なのかを既に把握していた…。あの人は、私が今までどんな人生を送ってきたかを私の目の前で詳細に語ってくれた。私は幼い頃から、他人に侮辱され、蹂躙されてきたのです…実に哀れな人生でした。私は彼の前で泣きました。私は彼にこう尋ねました。『どうして私のことをそこまで知っているの？』…この世に生を受けてから、私には、『友人』と呼べる存在ができたことは無かった。一人たりともね。今も私にとっては、あの人こそが友人と呼べる存在です。私は彼に対しては何も隠さず、全てを打ち明けました」
ブハノフスキーが作成した覚書を頼りにしつつ、イッサ・コストエフは11月29日付でチカチーロに対する正式な起訴状を作成した。チカチーロを起訴するにあたり、拘束可能期間である十日間が満了する前夜のことであった。翌日の朝、コストエフはチカチーロに対する尋問を再開した。調書によれば、チカチーロは、捜査当局が関連付けた38件の殺人事件のうち、36件については認めたものの、1986年の二件の殺人については否認した。一人目は、7月23日に刺殺体で発見されたリュボフ・ゴロヴァッハ、もう一人は、8月18日に発見されたイリーナ・ポゴリエロヴァであった。彼女の遺体の損壊状態は、他の犠牲者の遺体に加えられたものと一致していた。のちに行われた裁判の場で、チカチーロはイリーナ・ポゴリエロヴァを殺した趣旨を述べた。起訴状に挙げられた殺人容疑の一覧表について、チカチーロは殺人の一つ一つを詳細に語り、それらは捜査当局が把握していた事実と一致した。自白を促されると、チカチーロは犯行現場の素描をおおまかに写生し、犠牲者の遺体を遺棄した場所や、犯行現場の付近にある様々な目印となるものを示した。これらの素描は、チカチーロが有罪であることを示す証拠の提示につながった。1984年7月19日、チカチーロはアンナ・レメシェヴァという19歳の女子学生を殺し、そのときの様子について語った。チカチーロによれば、歯科検診から帰る途中の彼女と出会った。チカチーロがレメシェヴァを腕ずくで捕らえたとき、「バールス」（Барс, ロシア語で「豹」の意味）という名前の男性が、この報復にやってくる、と言われたという。レメシェヴァの友人の一人で、自分の手に「Барс」と刺青を彫っていた人物がいることが分かった。
犠牲者の詳細について説明する際、チカチーロは「没落者の要因」と表現した。チカチーロは、自分が目を付けた相手を人里離れた場所へ誘い込んだあとに殺害した。相手が男性の場合、チカチーロは犠牲者の両手を後ろ手に縛った。犠牲者の身体には、刃物による刺し傷を多数負わせるのが常であった。最初は相手の胸を刃物で浅く刺したのち、より深い切り傷と刺し傷を負わせ、その数は30 - 50箇所に及んだ。そして、犠牲者の身体の上で身をよじりながら腸を抉り出し、チカチーロは性的絶頂に達するのであった。チカチーロによれば、犠牲者の身体を刺したり、はらわたを抉り出す際に、犠牲者の身体から血が迸り出るが、その鮮血をうまく避けられるようになった、という。チカチーロは、犠牲者の心臓の鼓動が停止するまで相手の傍らに座るか屈んだ。「彼らの絶叫、吹き出る鮮血、苦痛に悶える様子が、私に安らぎと確かな喜びをもたらしてくれた」と語っている。
チカチーロは初期の頃の犠牲者に対しては両目を刳り抜くことが多かったが、のちに「刺す」か「切り裂く」だけに変わった。眼を刳り抜くのを止めた理由について尋ねられたチカチーロは、「人を殺した者の姿は、その犠牲者の眼の中に永久に残存する」というロシアの古い伝承を信じていたが、のちに「くだらん迷信である」と確信するようになり、それ以降、「犠牲者の両目を抉り出すのは止めた」と語っている。チカチーロはまた、コストエフに対して「犠牲者の身体から出た血をよく飲んでいた」と伝え、「寒気を覚え」、「全身が震えた」と語った。犠牲者の性器、唇、乳首、舌を、自身の歯で噛みちぎった趣旨も告白した。犠牲者のはらわたを抉り出す際、チカチーロは犠牲者の舌を切るか噛み切り、死んだ時点かその直後に、切り取った舌を片手に持って掲げた状態で、犠牲者の遺体の周囲を駆け回ったこともあったという。チカチーロによれば、この行為は男性の犠牲者に対して行われた。かつてナチス・ドイツがウクライナを占領した頃、幼いチカチーロはドイツ軍の兵士を捕らえて処刑する不正規兵の隊員として活躍する空想を抱いており、それを実行に移したのだという。チカチーロは女性の犠牲者の場合は子宮を、男性の犠牲者の場合は睾丸を切り落とした。女性の乳首は噛み切って呑み込み、男性の睾丸は口の中でしゃぶったのち、捨てたという。
11月30日、チカチーロは36件の殺人事件で正式に起訴された。それらは1982年の6月から1990年の11月にかけて行われた殺人に対するものであった。その後数日間にわたり、チカチーロはさらに20件の殺人を自白したが、その20件はチカチーロ自身とは何の関係も無いものであり、ロストフ州の外部で発生した殺人であったり、遺体が発見されていないものであった。アレクサンドル・クラーフチェンコはイェレーナ・ザコトノヴァを殺害した罪で銃殺されたが、実際には無実であった。
チカチーロは、犯人でなければ知り得ない追加の殺人の詳細を告白した。チカチーロは、リュボフ・ヴォロブイエヴァという14歳の少女の殺害を自白した。彼女とはクラスナダール空港内の待合室で出会った。チカチーロによれば、彼女はノヴォクズネツクに住んでおり、親戚の元へ向かうため、空港で乗り継ぎ便を待っている最中であったという。チカチーロが彼女を殺害したのは1982年7月25日のことであった。クラスナダール空港からそう遠くない場所にあった雑穀畑で、刺し傷が7箇所ある遺体が発見された。
チカチーロは、アレクシイ・ボホトフという少年を1989年8月に殺害し、その遺体をシャフティ墓地の郊外に埋めたことを告白した。1990年12月、チカチーロはボホトフの死体を埋めた場所を警察に案内し、紛れもなく自分こそが殺人犯であるという事実を立証した。チカチーロは、もう二人の犠牲者の埋葬場所も捜査官に案内した。チカチーロは全部で56人の殺害を自白したが、そのうちの三人については遺体の発見も特定もできなかった。1978年から1990年にかけて、女性と子供、合計53人を殺害した罪で起訴されるに至った。裁判を待つあいだ、チカチーロは11月20日に逮捕されたときと同じ独房に拘留された。

### 精神鑑定
1991年8月20日、警察による犯行現場における現場検証作業や尋問は全て完了した。チカチーロは、モスクワにあるシェルプスキー研究所に身柄を移送され、裁判に耐えられるだけの知能が備わっているかどうかの精神鑑定を受けることになり、精神分析医のアンドレイ・トカチェンコ(Андрей Ткаченко)がチカチーロを診断した。トカチェンコによれば、チカチーロの精神は生理学的な問題を複数抱えており、出生前の時点で脳に損傷があり、それに起因する、と指摘した。チカチーロの経歴を調べたトカチェンコは、「徐々に、且つ着実に、性的な面で倒錯に染まっていった」点に気付いた。これは生物学および環境学の要因によって悪化の一途を辿っていき、殺人と暴力行為は一段と激甚なものとなり、最終的に、自身の緊張を和らげるために殺人を犯したのだ、という。
1991年10月18日、トカチェンコは、チカチーロが加虐性愛者の特徴を秘めた「境界性人格障害」に苛まれてはいるものの、裁判は受けられる、と判断した。
1991年12月、警察はチカチーロの逮捕の詳細や、彼の犯した行為についての簡潔な概要を、新たに民営化されたロシアの報道機関に対して公表した。

## 裁判

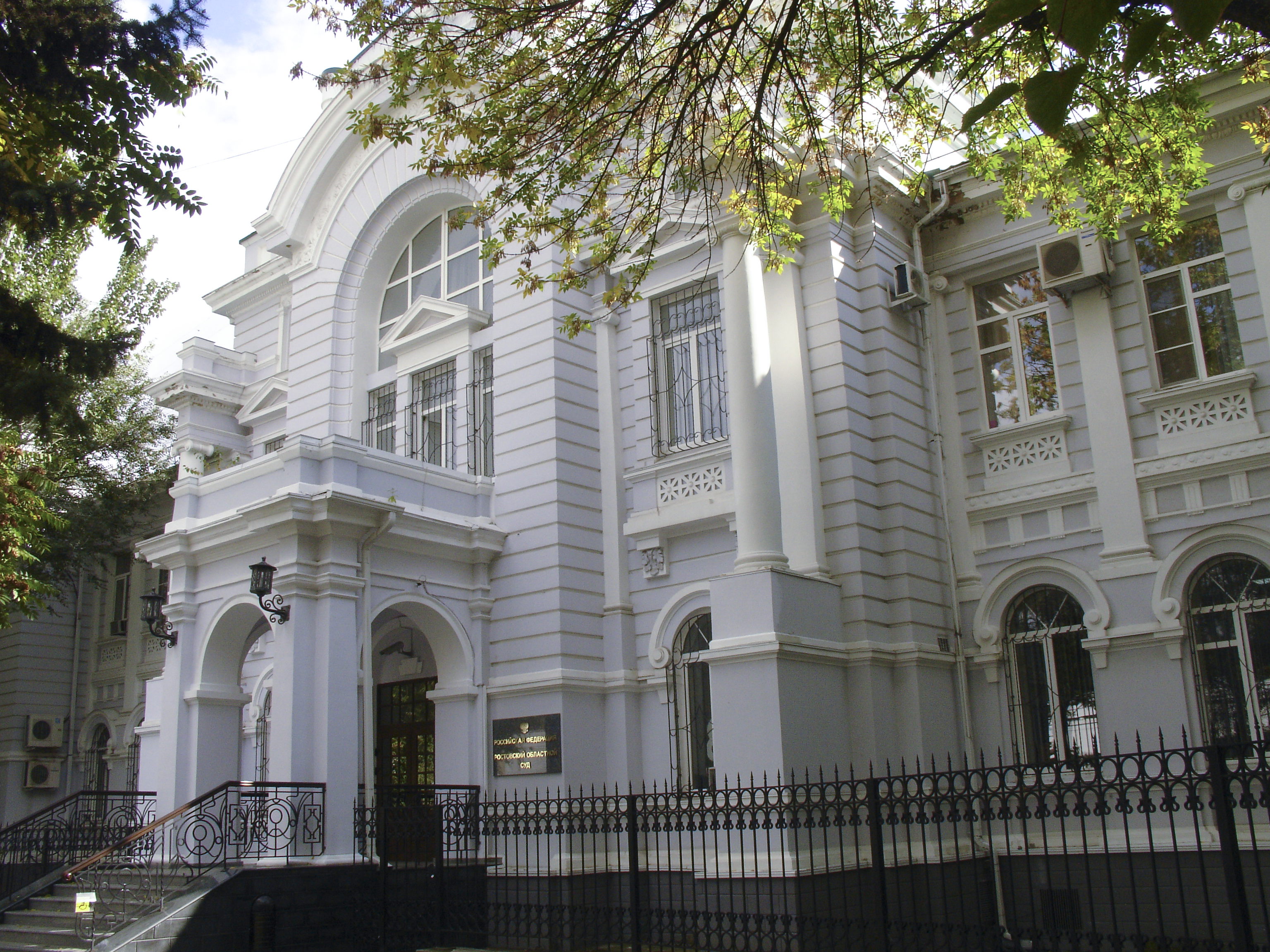
ロストフ地方裁判所。チカチーロの裁判はここで行われた。

1992年4月14日、ロストフ地方裁判所・第五法廷にて、アンドリイ・チカチーロの裁判が始まった。チカチーロは、53件の殺人に加えて、教職時代に犯した五件の性的暴行の罪で起訴された。チカチーロの裁判の判事を務めたのは、レオニード・アクブジャーノフ(Леонид Акубжанов)であった。チカチーロの裁判は、ソ連崩壊後のロシアにおいて、報道機関が大々的に宣伝した一大行事となった。シェルプスキー研究所でのチカチーロに対する精神鑑定が終了してまもなく、捜査当局は記者会見を開き、チカチーロによる犯罪をまとめた完全一覧表が報道機関に向けて発表された。1984年に逮捕されたときのチカチーロの個人資料も同時に公開されたが、被告人（チカチーロ）の正式名や顔写真については非公開であった。報道機関がチカチーロの姿を初めて確認したのは、チカチーロの公判初日のことであった。最初の数週間、ロシアの報道機関はチカチーロを「人食い」「狂人」と表現したり、「毛を剃り上げた頭蓋骨の悪魔のようだ」と、誇張された扇情的な見出しで発表していた。法廷に姿を現したチカチーロは頭を丸刈りにされていたが、これはシラミの蔓延を防ぐためであり、刑務所における一般的な手続きに則っていた。チカチーロは、法廷の隅に特別に設置された鉄製の檻の中に入れられた状態で裁判を受けることになったが、これは彼が殺した犠牲者の遺族たちから襲われるのを防ぐためであった。
レオニード・アクブジャーノフは、チカチーロに対する起訴状を読み上げるのに二日間を費やした。チカチーロの犯した殺人事件は個別に詳細に読み上げられた。傍聴席にいた遺族たちの中には、泣き崩れたり、失神したりする者も出た。起訴状を読み終えると、アクブジャーノフは、法廷にいたジャーナリストたちに対して公開裁判を実施する意向を表明したうえで、「二度とこのようなことが起こらぬようにするため、この裁判が、我々にとっての教訓となりますように」と述べた。その後、アクブジャーノフはチカチーロに対して起立を命じ、氏素性、生年月日、出生地を述べるよう求めた。チカチーロは素直に従ったが、これはチカチーロとアクブジャーノフの間で交わされた数少ない礼儀正しいやり取りであった。
チカチーロは、起訴状に書かれた訴因一つ一つについて、詳細に質問された。殺人についての具体的な質問 -犠牲者の身体にどのような損壊を加えたか、犠牲者を籠絡するにあたって如何なる策略をめぐらせたのか- 、について質問されると、チカチーロは返答を拒否した。犠牲者の所持品を持ち去った点や、遺体から切り落とした臓器を犯行現場から持ち去った点を非難されると、チカチーロは怒りを露わにした。自分が殺した相手の生活習慣や性別に対して無頓着であるように見受けられる点について質問されると、チカチーロは以下のように回答した。
「私の行く先々、（犠牲者となる者たちは）どこにでもいました。探す必要など無かった」
1993年、アメリカ合衆国の週刊誌・ニューズウィーク(Newsweek)の記者がチカチーロを取材した際、チカチーロは犠牲者の存在について「駅、列車、私の近くを歩いていた人、いずれも偶然の産物でした」と語った。
裁判の初期の頃には、アクブジャーノフはチカチーロに対し、彼の殺人行為について何度も尋ねた。アクブジャーノフが「犠牲者の舌を噛み切ったとき、それがどれほど耐え難い苦痛をもたらすのか、あなたには想像できなかったのでしょうか？」「私自身、何百もの死体を見てきたが、これほどのものは見たことがありません。我々としては、あなたの心理を理解したいのです。『誰でもいいから殺してやろう』とでも思っていたのですか？1分間の快楽と引き換えに、あなたは子供の命を生贄にした。そういったことは考慮に入れなかったのでしょうか？」と尋ねると、チカチーロは、「弁明できません」と呟いたのみであった。
裁判の最中、アクブジャーノフは訴因について詳しく質問する際に、チカチーロに対して「黙りなさい」と命じた。さらに、質問されたチカチーロが、幼年時代を通じて自身の家族が耐えてきた抑圧や、「自分に対する告訴は虚偽だ」とする主張について語り、話が逸れると、アクブジャーノフはチカチーロを「被告人は正気である！」と言って叱りつけた。このやり取りは、チカチーロが協力的な態度を見せた場合であっても発生した。チカチーロの弁護人であるマラート・ハビブリン(Марат Хабибулин)は、アクブジャーノフの問い詰めるような質問の仕方に対して抗議の言葉を申し立てた。裁判に協力しない時のチカチーロは、アクブジャーノフに向かって怒鳴り付けたり、裁判を「茶番劇だ」と非難し、要領を得ない演説を始めたりした。さらには自分の性器を露出したり、社会主義運動賛歌を歌い出すこともあった。これらの異様な行動により、チカチーロは独房に幾度となく連れ戻され、被告人が不在の状態で裁判手続きが進行していった。1992年4月21日、マラート・ハビブリンは、「チカチーロに対して影響力を行使し、ひいては裁判の流れに影響を及ぼす可能性を秘めたる存在」としてアレクサンドル・ブハノフスキーの名前を挙げ、ブハノフスキーが作成した犯人の肖像画の内容および逮捕後のチカチーロがブハノフスキーと面談した内容について、ブハノフスキーに証言をさせて欲しい、と要求したが、アクブジャーノフはこの要求を許さなかった。この日、チカチーロは裁判長、検察官、弁護人、いずれからの質問にも回答するのを拒否し始めるようになった。三日間にわたり、チカチーロは質問に対する回答を拒絶したのち、「自分の推定無罪は、裁判長が原因で、もはやどうしようもないほどに蹂躙された」とし、「今後一切、証言をするつもりはない」と発言した。翌日、審理は二週間休廷となった。
1992年5月13日、チカチーロは六件の殺人事件についての自白を撤回し、起訴状には書かれていない四人の人物を殺した、と主張した。この日、マラート・ハビブリンは、自分の依頼人が二度目の精神鑑定を受けられるようにして欲しい、という趣旨の申し立てを申請したが、アクブジャーノフはこの申し立てを「正当な理由が無い」として棄却した。これに反応する形で、ハビブリンは席を立ち、裁判の構図を非難し、現在の裁判長にはこの裁判を主宰する資格は無い、と主張した。チカチーロは、「裁判長は被告人の有罪を予断するかのような軽率な発言を繰り返している」と指摘したうえで、以前の自身の発言を繰り返した。検察官のニコライ・ゲラシメンコ(Николай Герасименко)も、「裁判長の発言には確かにそのようなものが目立ち、被告人に対して叱責や侮蔑的な言葉を投げかける際に、数多くの手続き違反を犯している」とし、弁護側の主張を声高に支持した。さらにゲラシメンコは、アクブジャーノフが公開裁判を実施する旨を発表したことにより、チカチーロは報道機関によって「事実上、有罪である」と予断されていた趣旨を主張し、判事の交代を要求した。のちにアクブジャーノフは、自分自身ではなく、検察官の交代を決定し、ゲラシメンコの後任となるアナトーリイ・ザドロージュニイ(Анатолий Задорожный)が新たに出廷するまで、検察官が不在の状態で簡素な裁判を主宰したのであった。
1992年7月3日、あくまで証人という立場のもと、アレクサンドル・ブハノフスキーがチカチーロの精神分析についての証言を許された。証言台に立ったブハノフスキーは、自身が作成した犯人の肖像画や、最終的に本人の自白に至ったチカチーロとの面談について、三時間にわたって証言した。シェルプスキー研究所の精神分析医たちは、休廷明けの5月にチカチーロに対して精神鑑定を実施し、その結果について証言した。彼らは「法廷でのチカチーロの態度は、独房内の本人のそれとは著しく対照的であり、法廷での異様な態度は、精神異常を理由に無罪判決を勝ち取る目的の、計算された行動であると考えられます」と証言した。

### 最終弁論
1992年8月9日、チカチーロの弁護人であるマラート・ハビブリンは、アクブジャーノフの前で最終弁論を発表した。90分間にわたる最終弁論を展開したハビブリンは、チカチーロに対して厳罰を求める抗議の声で溢れるなか、「私の言い分がどれほどの人々の耳に届くか、自信は無い」と前置きしたうえで、この裁判で示された法医学的証拠の信頼性に疑問を呈し、チカチーロによる自白の一部は「荒唐無稽だ」と述べた。さらにハビブリンは、裁判長であるレオニード・アクブジャーノフの裁判官としての中立性に疑問を呈し、第三者の立場からの精神分析医による証言を許可しなかった裁判所の決定についても言及したうえで、「正気を保っている人間には、このような犯罪は不可能である」と力説し、被告人に無罪判決を下すよう正式に主張した。この翌日、検察官のアナトーリイ・ザドロージュニイも、アクブジャーノフの前で最終弁論を発表した。ザドロージュニイは、証言台に立った精神分析医たちの言葉に言及しつつ、「被告人は、自身の行為は許されざるものであることを間違いなく認識しており、『人を殺したい』という衝動を抑制できたし、警察による捜査と犯行の発覚を避けるにあたり、労力を惜しまなかったのです」と主張した。さらに、チカチーロが19件の罪状において、物的証拠を自ら提示した点も強調した。その後、ザドロージュニイはチカチーロの罪状を一つずつ読み上げたのち、チカチーロに対して正式に死刑を求刑した。 検察官による最終弁論が行われている間、チカチーロは法廷にはおらず、審理は再び中断された。検察官による最終弁論が終わると、アクブジャーノフはチカチーロを法廷に呼び戻した。アクブジャーノフは「被告人が望むのなら、被告人自身のために、最後の発言の機会を与えたい」と述べ、チカチーロに正式に尋ねた。チカチーロは、黙って座ったままであった。アクブジャーノフは、自分と、当局公認の陪審員とで証拠を仔細検討したのち、9月15日にチカチーロに対する最終判決を下す、と発表した。日付はのちに10月14日に延期となった。裁判所が休廷を発表したとき、チカチーロが1984年8月7日に殺害したリュドミーラ・アレクシーイェヴァの兄が、檻の中にいたチカチーロに向けて重い金属の塊を投げ付け、胸に命中した。警備員が彼を取り押さえようとしたとき、チカチーロの他の犠牲者の遺族たちが彼を庇った。

### 有罪判決
1992年10月14日、アンドリイ・チカチーロに対して正式に判決を下すため、裁判が開催された。レオニード・アクブジャーノフはチカチーロによる53件の殺人のうち、52件について「有罪」と認定し、判決文を読み始めた。教職時代の五件の性的暴行についても「有罪」と認定された。チカチーロによる殺人事件の一覧表を再び読み上げたのち、アクブジャーノフは、チカチーロを1990年まで野放し同然の状況下に置いた捜査上の様々な誤りについて、警察と検察の双方を批判した。とくに批判の矛先が向けられたのは、検察庁長官のイッサ・コストエフであった。アクブジャーノフは、警察が1987年に作成した容疑者一覧表にチカチーロの名前が含まれていたにもかかわらず、無関心を決め込んだコストエフに対して「杜撰である」と厳しく批判した。アクブジャーノフは、「警察がチカチーロに関する書類を検察庁から故意に隠した」という、裁判開始前の数ヶ月間、コストエフが報道機関に向けた宣伝の言葉について、「本物であると証明できるほどの根拠は無い」として棄却し、「すべての内部文書を所有していた証拠が存在する」と附言した。のちにアクブジャーノフは、ロシア検察庁とロシア内務省の双方に手紙を綴り、検察庁の斯様な怠慢と無能さの繰り返しが二度と発生しないようにするための十分な措置を講じるよう、警察と検察の双方に対して呼びかけた。
10月15日、アクブジャーノフは、チカチーロによる52件の殺人と五件の性的暴行事件について、死刑に加えて懲役86年の刑を正式に宣告した。判決を聞いたチカチーロは、檻の中にあった長椅子を蹴り飛ばし、罵声を浴びせた。一方、判決の内容に対して被告人が意見を述べる機会をアクブジャーノフが与えると、チカチーロは再び黙りこくった。
チカチーロは死刑を宣告されるに至った。
最終判決を下す際、アクブジャーノフは以下のように宣言した。
ジャーナリストのアレクサンドル・マサロフ(Александр Масалов)は、アクブジャーノフが判決文を読み上げているときの様子について、「『死刑』という単語が出たとき、法廷中で拍手が沸き起こった」と書いた。
52件の殺人事件について、イェレーナ・ザコトノヴァを始めとする九人については「証拠不十分である」として棄却されたが、残りの43件の殺人については、有罪と認定するのに充分であり、ロシア連邦最高裁判所はチカチーロに対する死刑判決を支持した。

## 最期
死刑判決が出たのち、チカチーロはノヴォチェルカッスク刑務所に身柄を移送され、死刑執行の時が来るのを待つこととなった。死刑囚となったチカチーロは、タバコは吸わず、運動（身体活動）に励み、健康に気を使い、食欲旺盛であった。チカチーロは捜査当局や裁判官に向けて、苦情の手紙を沢山書き連ねた。1993年7月18日、チカチーロはボリス・イェリツィン (Борис Ельцин) に向けて、慈悲と恩赦を求める嘆願書を綴ったが、これは1994年1月4日に棄却された。
1994年2月13日、チカチーロは「夜行便でモスクワに向かい、新たな検査を受ける」と告げられた。
2月14日の夜、チカチーロは2人の護衛を伴ってノヴォチェルカッスク刑務所の地下室へと連れていかれた。検察官がチカチーロの前に姿を現し、「今の気分はどうだ」と尋ねた。検察官は、ミハイル・クリヴィッチとオルゲルト・オルギンによる共著本『Товарищ убийца』（『同志・殺し屋』）をチカチーロに見せ、本に署名するよう命じた。手錠を外されたチカチーロは、検察官が持っていたペンで以下のように書いた。
「…私のせいで苦しめられたすべての方々へ。私のような咎人や重病人が、二度とこの地上に現れませんように」
彼は署名し、「1994年2月14日」と、日付を明記した。
一同は長い廊下を渡り、地下室の端に到着した。検察官は、判決文、裁判所の決定と命令、1994年1月4日にボリス・イェリツィンが署名した大統領令を確認し、チカチーロの氏名、生年月日、出身地、判決が出た日を明示し、チカチーロに「大統領令のことは知っているか」と尋ねた。チカチーロは検察官に対し、「私の出した恩赦の請願は拒絶されたのでしょうか？」と尋ねた。検察官は、「聞きなさい。今から読み上げるから…」と、正規の手続きに従い、チカチーロの前で判決文や裁判所の決定を読み上げた。チカチーロは黙って聞いていた。検察官はもう一度読み上げた。その後、チカチーロは「私は撃たれるのでしょうか？」と尋ねた。検察官はそれには答えず、「刑を執行せよ」と述べると、チカチーロの左側の扉が開き、彼はその扉の奥に連れていかれた。午後8時、チカチーロは後頭部を撃たれて処刑された。チカチーロは床の上にうつ伏せに倒れており、医師がチカチーロの死亡を確認した。死後、ノヴォチェルカッスク刑務所内にある墓地にて、無名の墓に埋葬された。

## 信仰
チカチーロはキリスト教を信仰していた。チカチーロは「1949年――13歳、小学校6年生。その頃の私は、寒い小屋の中で――いつも一人きりで――、隅にあった偶像の前に跪いて祈りを捧げていたのを覚えています」と語った。「神の存在と魂の不滅を信じるか？」との問いに対しては、「母が教えてくれたように、戦争が始まり、戦地に赴いた父が囚われの身となり、跡形もなく消え去り、一家が飢えと寒さで死にかけていたとき…、生涯を通じて、私はいつでも神に祈りを捧げ、心の拠り所にしてきました。主は常に私を助けてくださった」と述べた。また、処刑される直前、「私のような人間が二度とこの地上に現れぬよう、主に祈ります」と言い残した。

## チカチーロの犠牲者一覧
| 番号 | 名前                               | 性別 | 年齢  | 殺害された日           | 注 |
| ---- | ---------------------------------- | ---- | ----- | ---------------------- | --- |
| 1    | イェレーナ・ザコトノヴァ           | 女   | 9     | 1978年12月22日         | チカチーロの最初の犠牲者とされており、チカチーロ本人も殺したことも認めているが、ロシア連邦最高裁判所は「証拠不十分である」として除外した。 |
| 2    | ラリーサ・トカチェンコ             | 女   | 17    | 1981年9月3日           | 寄宿学校へ戻るためにバスを待っている間、チカチーロに声を掛けられた。遺体は翌日発見された。 ロシア連邦最高裁判所は「証拠不十分である」として除外した。 |
| 3    | リュボフ・ビリューク               | 女   | 13    | 1982年6月12日          | ノヴォチェルカッスク州のドンスコイ村へ買い物に向かい、その帰りにチカチーロと出会った。連続殺人犯の追跡と結び付けられた最初の女性の犠牲者となった。 |
| 4    | リュボフ・ヴォロブイエヴァ         | 女   | 14    | 1982年7月25日          | クラスナダール空港の近くにて刺殺体で発見された。遺体が発見されたのは1982年8月7日のことであった。 |
| 5    | オレグ・ポジョダーイェフ           | 男   | 9     | 1982年8月13日          | チカチーロが最初に殺害した男の子。アデゲーイヤ地方、エネム近郊にある森の中へ連れていき、殺害した。遺体は発見されていない。 ロシア連邦最高裁判所は「証拠不十分である」として除外した。 |
| 6    | オリガ・クプリーナ                 | 女   | 16    | 1982年8月16日          | カザーチェ・ラーゲリにて殺された。遺体が発見されたのは1982年10月27日のことであった。 |
| 7    | イリナー・カラビエルニカヴァ       | 女   | 18    | 1982年9月8日           | 放浪中であったところを、シャフティ駅からチカチーロに誘い出された。遺体は1982年9月20日に発見された。 |
| 8    | セルゲイ・クズミン                 | 男   | 15    | 1982年9月15日          | 寄宿学校にいたが、いじめに遭い、脱走中であった。1983年1月12日、シャフティ駅近くの森の中で遺体が発見された。遺体に軟部組織は残っておらず、最初は「女性」と判断された。 |
| 9    | オリガ・スタリマチエノック         | 女   | 10    | 1982年12月11日         | ノヴォシャフチンスクにて、ピアノの授業から帰るバスの中でチカチーロと出会った。チカチーロは彼女の心臓を摘出して持ち帰ったとされる。 ロシア連邦最高裁判所は「証拠不十分である」として除外した。 |
| 10   | ラウラ・サルキシャン               | 女   | 15    | 1983年6月18日以降      | この事件に関しては、チカチーロは「有罪」とは認定されていない。彼女はアルメニア人の少女で、家出中であった。裁判所は、彼女の遺体は発見されていない趣旨を指摘し、チカチーロ自身、犯行現場を示すことはできなかった。 ロストフ地方裁判所は、チカチーロがこの少女を殺害したことに「疑いの余地は無い」と評決で示した一方で、「それがラウラ・サルキシャンであるとは証明されていない」とし、彼女の殺害事件を評決から除外した。その後、ロシア連邦最高裁判所は「証拠不十分である」として除外した。 |
| 11   | イリーナ・ドゥニエンカヴァ         | 女   | 13    | 1983年7月              | 知的障害持ちの少女で、チカチーロは彼女を殺す前にそのことを認識していた。遺体は1983年8月8日にロストフにある公園「パルク・アヴィアータラフ」で発見された。 |
| 12   | リュドミーラ・クツヴァ             | 女   | 24    | 1983年7月              | 2人の子供の母親で、路上生活者。シャフティにあるバス停近くの森の中で殺された。遺体が発見されたのは1984年3月12日のことであった。 |
| 13   | イーゴリ・グトコフ                 | 男   | 7     | 1983年8月9日           | チカチーロの犠牲者としては最年少で、「パルク・アヴィアータラフ」で殺された。連続殺人犯の捜索と結び付けられた最初の男性の犠牲者となった。 |
| 14   | 見知らぬ女性                       | 女   | 18–25 | 1983年7月から8月       | チカチーロによれば、「車を持っている『客』を探しており、ノヴォシャフチンスクにあるバス停で出会ったのだという。1983年10月8日、遺体が発見された。 |
| 15   | ヴァレンチーナ・チュチュリーナ     | 女   | 22    | 1983年9月19日以降      | 1983年11月27日、キルピーチナヤ駅の近くにある雑木林の中で発見された。 |
| 16   | ヴェラ・シェフクン                 | 女   | 19    | 1983年10月27日         | シャフティ近郊にある鉱山の村で殺害された。遺体は1983年10月30日に発見された。 |
| 17   | セルゲイ・マルコフ                 | 男   | 14    | 1983年12月27日         | 職業体験からの帰宅中に失踪した。1984年1月1日、ロストフ地方、ペルシャーノフカ駅の近くで遺体が発見された。身体を70回刺され、性器を切り取られていた。 |
| 18   | ナターリヤ・シャラピーニナ         | 女   | 17    | 1984年1月9日           | オリガ・クプリーナの友人で、 1984年1月10日に「パルク・アヴィアータラフ」で発見された。遺体には28か所の裂傷があった。 ロシア連邦最高裁判所は「証拠不十分である」として除外した。 |
| 19   | マルタ・ミハイロヴナ・リャビェンカ | 女   | 44    | 1984年2月21日          | チカチーロの犠牲者としては最高齢。遺体は1984年2月22日に「パルク・アヴィアータラフ」で発見された。チカチーロは彼女の乳首と子宮を切り取った。 |
| 20   | ドミートリー・プターシニコフ       | 男   | 10    | 1984年3月24日          | 1984年3月27日に遺体が発見された。チカチーロはプターシニコフの舌と陰茎を食いちぎった。チカチーロは、ノヴォシャフチンスクにある切手売り場にいたプターシニコフに対し、切手の収集家を装って近付いた。 |
| 21   | タチアーナ・ペトロシャン           | 女   | 29    | 1984年5月25日          | 娘のスヴェトラーナと一緒に殺された。1984年7月27日に遺体が発見された。彼女は1978年からチカチーロとは知り合いであったという。 |
| 22   | スヴェトラーナ・ペトロシャン       | 女   | 10    | 1984年5月25日          | 母親がチカチーロに殺される場面を目の当たりにした彼女は逃げ出すも、追ってきたチカチーロに金槌で殴られて殺された。1984年7月5日、首を斬り落とされたスヴェトラーナの遺体が発見された。 |
| 23   | イェレーナ・バクリーナ             | 女   | 21    | 1984年6月22日          | 1984年8月27日、ロストフ地方バガイェフスキー管区にて、刺殺体で発見された。遺体は葉っぱや木の枝で覆われていた。 |
| 24   | ドミートリー・イラリオーノフ       | 男   | 13    | 1984年7月10日          | 夏の野営に向けた健康診断書を貰いに行く途中で失踪した。1984年8月12日、トウモロコシ畑にて、刺殺体で発見された。 |
| 25   | アンナ・レメシェヴァ               | 女   | 19    | 1984年7月19日          | 歯科検診の帰りにチカチーロと出会い、「一緒に泳がないか」と声を掛けられた。1984年7月25日、キルピーチナヤ駅の近くで遺体が発見された。彼女は性器を切り刻まれ、乳首と子宮は切り取られていた。 |
| 26   | スヴェトラーナ・ツァーナ           | 女   | 20    | 1984年7月28日          | リガ出身の女性。1984年9月9日、「パルク・アヴィアータラフ」にて遺体が発見された。彼女の殺害は、チカチーロが最後に自白した殺人であった。 ロシア連邦最高裁判所は「証拠不十分である」として除外した。 |
| 27   | ナターリヤ・ゴロソフスカヤ         | 女   | 16    | 1984年8月2日           | ノヴォシャフチンスクへ向かう途中で失踪した。1984年8月3日、刺し傷のある彼女の遺体が発見された。 |
| 28   | リュドミーラ・アレクシーイェヴァ   | 女   | 17    | 1984年8月7日           | 1984年8月10日に遺体が発見された。遺体には39箇所の深い切り傷があり、はらわたを抉り出されていた。 |
| 29   | 見知らぬ女性                       | 女   | 20–25 | 1984年8月8日 - 8月11日 | チカチーロがウズベキスタンのタシュケントに出張中に出会った。チカチーロが出会ったときの彼女は泥酔していた。チカチーロは彼女を殺して首を斬り落とした。彼女の遺体は1984年8月16日に発見されたが、身元は特定されていない。 |
| 30   | アクマラール・シイダーリエヴァ     | 女   | 10    | 1984年8月13日          | タシュケントにて、チカチーロは彼女を列車から誘い出した。彼女はトウモロコシ畑で殴打され、刺されて死んだ。遺体の発見日は不明。 |
| 31   | アレクサンドル・チェーペル         | 男   | 11    | 1984年8月28日          | 1984年9月2日、ドン川の河畔、リュドミーラ・アレクシーイェヴァの遺体が発見された近くの場所で、首を絞められて死んでいるチェーペルの遺体が発見された。 |
| 32   | イリーナ・ルチンスカヤ             | 女   | 24    | 1984年9月6日           | 1984年9月7日、「パルク・アヴィアータラフ」にて、彼女の遺体が発見された。リュドミラ・アレクシーイェヴァ、アレクサンドル・チェーペル、イリーナ・ルチンスカヤは、いずれも同じ凶器で殺された。 |
| 33   | ナターリヤ・パフリースタヴァ       | 女   | 18    | 1985年8月1日           | ドモジェードヴォ空港の近くで殺された。遺体が発見された日付は1985年8月3日で、自宅からわずか200m離れた場所で発見された。遺体には38箇所の刺し傷があった。 |
| 34   | イリーナ・グリャーイェヴァ         | 女   | 18    | 1985年8月27日          | 彼女は浮浪者で、アルコール中毒であった。チカチーロは彼女を一晩泊める約束を交わして森に誘い出した。1985年8月28日、シャフティにあるバス停の近くの森の中で遺体が発見された。 |
| 35   | オレグ・マカレンコフ               | 男   | 12    | 1987年5月16日          | スヴェルドロフスク州レヴダにある寄宿学校の生徒。チカチーロは、マカレンコフの遺体を埋めた場所を警察に案内した。遺体の発見に至ったのは1991年のことであった。 |
| 36   | イヴァン・ビロヴェツキー           | 男   | 12    | 1987年7月29日          | ウクライナにある都市、ザポリージャの鉄道線路沿いにある森の中で殺された。1987年7月30日、イヴァンの父が息子の遺体を発見した。 |
| 37   | ユーリー・テレショーノク           | 男   | 16    | 1987年9月15日          | レニングラード在住の専門学校生。チカチーロは、テレショーノクの遺体を埋めた場所を警察に案内した。 ロシア連邦最高裁判所は「証拠不十分である」として除外した。 |
| 38   | 見知らぬ女性                       | 女   | 22–28 | 1988年4月1日 - 4月4日  | クラースヌイ・スーリン駅の近くにある金属工場の敷地内で殺された。1988年4月6日、遺体が発見された。 |
| 39   | アレクシイ・ヴォロンコ             | 男   | 9     | 1988年5月15日          | ウクライナにある都市、イロヴァイスクで殺された。1988年5月17日、森の中で遺体が発見された。 ロシア連邦最高裁判所は「証拠不十分である」として除外した。 |
| 40   | イェヴゲーニイ・ムラトフ           | 男   | 15    | 1988年7月14日          | 1989年4月10日、ドンレスホース駅の近くにある森の中で発見された。 |
| 41   | タチアーナ・ルジョヴァ             | 女   | 16    | 1989年2月28日          | チカチーロの娘・リュドミーラが出て行ったあとの部屋に招き入れた。チカチーロは彼女に酒を飲ませた。性行為に及ぶことにお互いに同意したが、失敗に終わった。タチアーナは「部屋を壊す」と脅し、チカチーロが彼女を宥めようとするも聞こうとしなかったため、殴ったら気絶した。その後、チカチーロはタチアーナの身体を小間切れにしたのだという。1989年3月9日、遺体はマンホールで発見された。 |
| 42   | アレクサンドル・ジアコノフ         | 男   | 8     | 1989年5月11日          | 8歳の誕生日の翌日、ロストフ市の中心部にて、茂みの中で殺害された。遺体は1989年7月14日にタクシー運転手が発見した。 |
| 43   | アレクシイ・モイシーイェフ         | 男   | 10    | 1989年6月20日          | 1989年9月6日に遺体が発見された。 |
| 44   | イェリーナ・ヴァールガ             | 女   | 19    | 1989年8月19日          | ハンガリーからの留学生で、2歳の子供がいた。彼女はバス停でチカチーロに声を掛けられ、ロストフ近郊の村で殺された。1989年9月1日に遺体が発見された。 |
| 45   | アレクシイ・ホボトフ               | 男   | 10    | 1989年8月28日          | シャフティにあった劇場の外でチカチーロと出会った。チカチーロはホボトフを殺したのち、墓地の近くに穴を掘って遺体を埋めた。逮捕後、チカチーロはホボトフを埋めた場所を警察に案内し、1990年12月12日に発見となった。 |
| 46   | アンドレイ・クラーフチェンコ       | 男   | 11    | 1990年1月14日          | 2月19日、人里離れた森の中で遺体が発見された。 ロシア連邦最高裁判所は「証拠不十分である」として除外した。 |
| 47   | ヤロスラーフ・マカロフ             | 男   | 10    | 1990年3月7日           | 1990年3月8日、ロストフ植物園にて、遺体が発見された。 |
| 48   | リュボフ・ズイエヴァ               | 女   | 31    | 1990年4月4日           | 1990年8月24日、ドンレスホース駅の近くの森の中で、白骨化した彼女の遺体が発見された。 |
| 49   | ヴィクトル・ペトロフ               | 男   | 13    | 1990年7月28日          | チカチーロは、ロストフ＝グラーヴヌイ駅にいたペトロフに声をかけ、誘い出した。ペトロフは、ヤロスラーフ・マカロフが殺された場所から数メートル離れた場所で殺害された。 |
| 50   | イヴァン・フォミン                 | 男   | 11    | 1990年8月14日          | ノボチェルカッスクの海岸で、服を着替えるために茂みの中に入ったところをチカチーロに殺された。彼は睾丸を切り取られ、身体を42回刺されていた。遺体は1990年8月17日に発見された。 |
| 51   | ヴァジーム・グロモフ               | 男   | 16    | 1990年10月17日         | 知的障害者。1990年10月30日、クラスノスリンスキー管区にある森の中で遺体が発見された。チカチーロによれば、折り畳み式のナイフで頭部と体に27箇所の刺し傷を負わせ、グロモフの舌の先端を噛みちぎって飲み込んだという。 |
| 52   | ヴィクトル・ティーシチェンコ       | 男   | 16    | 1990年10月30日         | 1990年11月3日、シャフティにある森の中で遺体が発見された。チカチーロとティーシチェンコは激しく争い合い、ティーシチェンコはチカチーロの左手の中指を噛んだ。 |
| 53   | スヴェトラーナ・コロースチェク     | 女   | 22    | 1990年11月6日          | 彼女は売春婦であった。チカチーロは、イヴァン・フォミン、ヴァジーム・グロモフ、ヴィクトル・ティーシチェンコを殺害したときと同じ折り畳み式ナイフを使用してコロースチェクを殺害した。チカチーロは、コロースチェクの舌の先端と乳首を噛み千切って飲み込んだ。1990年11月13日、ドンレスホース駅の近くにある森の中で遺体が発見された。 |

捜査当局は、チカチーロを53件の殺人で起訴した。しかし、ロストフ地方裁判所は、このうちの一件の殺人において、「有罪であるとは証明されていない」として除外した。さらに、ロシア連邦最高裁判所は「証拠不十分である」として九件の殺人を評決から除外した。このため、チカチーロは最終的に43件の殺人で「有罪」と認定された。
15歳のアルメニア人の少女、ラウラ・サルキシャンの殺害に関して、レオニード・アクブジャーノフは、「証拠不十分」を理由に「無罪」と認定した。ラウラ・サルキシャンは家出中の少女であり、その姿を家族が最後に目撃したのは1983年6月18日のことであった。
チカチーロは警察に対する自白の中で、このアルメニア人の少女について、「1983年の初夏、キルピーチナヤ駅の近くに広がる森林地帯の中で殺した」と語った。少女の顔写真を見せられたチカチーロは、「間違いなく本人である」とは識別できなかったが、サルキシャンの失踪の時期、彼女の身体的特徴、彼女が着ていた衣服についてのチカチーロの説明の内容は、現場に散乱していた骨の残骸や、彼女の所持品とも一致し、「10代前半から半ばの女性のものである」と確定はしたものの、正確な特定には至らなかった。
裁判で審理された殺人のうち、六件の殺人について、チカチーロは否定していた時期があったが、ラウラ・サルキシャンの殺害の嫌疑について、チカチーロは異議を唱えようとはしなかった。

### 犠牲者についての疑義
チカチーロは、警察には検証できなかった三件の殺人を新たに自供した。チカチーロによれば、この三件の殺人は1980年から1982年にかけて、シャフティとその周辺で行われたという。警察は、チカチーロがこれらの殺人を犯したとされる場所を徹底的に捜索したが、これらの犠牲者に関する彼の供述内容については、「行方不明者が出た」との報告と照合することもできず、犠牲者の遺体や骨を発見することもできなかった。そのため、これら三件の殺人については、チカチーロは不起訴となった。チカチーロは、1986年8月11日に失踪し、8月18日に集団農場の敷地内で遺体で発見された裁判所書記官、イリーナ・ポゴリエロヴァの殺害の第一容疑者である。彼女の遺体には、チカチーロが1986年前後に犠牲者の遺体に加えた損壊に似た痕跡があった。チカチーロは、当初はポゴリエロヴァの殺害を否認していたが、裁判では「殺した」と主張した。法廷でのチカチーロは、起訴状に書かれた53件の殺人とは別に、さらに四人を殺した趣旨を主張し、その四人目の名前は「イリーナ・ポゴリエロヴァ」であった。彼のこの主張が間違いの無い事実だとすれば、チカチーロの犠牲者の総数は「57人」となる。

## 都市伝説
チカチーロが処刑されたのち、「日本人がチカチーロの脳を買い取った」との流言飛語が広まったことがあるが、これについて、チカチーロによる殺人事件を取り扱い、チカチーロと面談したこともあるロストフ検察の捜査官、アムルハン・ヤンジーエフ(Амурхан Яндиев)は、2004年に「何の根拠も無い作り話だ。もっとも、チカチーロに対する関心度が未だに高いのは確かだが」と述べ、この噂を否定している。

## 媒体

### 映画
- 『ロシア52人虐殺犯/チカチーロ』（Citizen X、別題：チカチーロ、市民X） - 1995年にアメリカ合衆国で放映されたテレビ映画。ロバート・カレン(Robert Cullen)による著書『子供たちは森に消えた』The Killer Departmentが原作で、脚本と監督はクリス・ジェロルモ(Chris Gerolmo)が務めた。ヴィクトル・ブラコフが連続殺人犯を追う。ソ連の杓子定規な官僚機構との戦いも描かれている[285]。
- 『Evilenko』 - 2004年に公開された映画。イタリア人のダーヴィッド・グリエコ(David Grieco)が脚本と監督を務め、マルコム・マクダウェル(Malcolm McDowell)が殺人犯を演じた。劇中での殺人犯の名前は「アンドレイ・ロマーノヴィチ・エヴィレンコ」(Андрей Романович Эвиленко)。言語は英語。
- 『チャイルド44 森に消えた子供たち』 - 2015年に公開された映画。トム・ロブ・スミス(Tom Rob Smith)が2008年に発表した空想小説『チャイルド44』が原作であり、アンドリイ・チカチーロが起こした殺人事件に着想を得てこれを執筆したとされる。時代設定は1950年代となっている。しかしながら、ヨシフ・スターリンの「殺人は資本主義に見られる病理である」「共産主義の楽園においては、殺人など存在しない」とする描写のように、この作品はアンドリイ・チカチーロの事件に基づいているのではなく、「犯罪は存在しない」と宣伝されたソ連の暗黒面に焦点を当てている。

### アンドリイ・チカチーロに関する文献
- Conradi, Peter (1992). The Red Ripper: Inside the Mind of Russia's Most Brutal Serial Killer. True Crime. ISBN 0-86369-618-X
- Cullen, Robert (1993). The Killer Department: Detective Viktor Burakov's Eight-Year Hunt for the Most Savage Serial Killer of Our Times. Orion Media. ISBN 1-85797-210-4
- Krivich, Mikhail & Olgin, Olgert (1993). Comrade Chikatilo: The Psychopathology of Russia's Notorious Serial Killer. Barricade Books. ISBN 0-942-63790-9
- Lourie, Richard (1993). Hunting The Devil: The Pursuit, Capture and Confession of the Most Savage Serial Killer in History. HarperCollins. ISBN 0-586-21846-7

### テレビ番組
- 『По следу Сатаны』 - 1997年に放映された。ロシアの捜査官の仕事について描いた番組『Криминальная Россия』（ 『犯罪ロシア』）にて、アンドリイ・チカチーロが集中的に取り上げられた。番組の原題はロシア語で『極悪人の軌跡を辿って』。

- 『Inside Story: The Russian Cracker』 - 1999年に放映された、BBCテレビによる記録番組。チカチーロと面談したアレクサンドル・ブハノフスキーによる犯罪者の治療を取り上げている。ブハノフスキーは、連続殺人犯が殺人行為に走るのを防ぐためにも、彼らと話すことが重要である、と考えている[286]。

- 『The Butcher of Rostov』 - 2004年に放映された。45分間の記録番組であり、チカチーロの犯した殺人に焦点を当てている。ヴィクトル・ブラコフが出演し、取材に答えている[287]。

## 資料
- Приговор по делу Андрея Чикатило -- 1992年10月14日、ロストフ地方裁判所による、アンドリイ・チカチーロに対する判決
- news article detailing Chikatilo's 1992 murder conviction
- Жертвы Чикатило -- アンドリイ・チカチーロによる犠牲者たちの名簿
- БИОГРАФИЯ АНДРЕЯ ЧИКАТИЛО, СОВЕТСКОГО СЕРИЙНОГО УБИЙЦЫ (1936 – 1994) -- アンドリイ・チカチーロの年代記
- Биография А.Р. Чикатило -- アンドリイ・チカチーロの伝記
- Прошение Андрея Чикатило о помиловании -- チカチーロが書き記した、恩赦を求める請願（1993年7月18日）
- Специалист по монстрам.Человек, который “вычислил” Чикатило - アンドリイ・チカチーロと面談した精神分析医、アレクサンドル・ブハノフスキーへの取材
- The Butcher of Rostov: A Psychobiographical Study of Andrei Chikatilo Primary researcher Megan Segal and supervisors: Prof Paul, J.P. Fouché and Dr P. Naidoo